# Włochy na Letnich Igrzyskach Olimpijskich 2024
Włochy na Letnich Igrzyskach Olimpijskich 2024 reprezentowało 402 zawodników: 208 mężczyzn i 194 kobiet. Był to 29. start reprezentacji Włoch na letnich igrzyskach olimpijskich.

## Zdobyte medale
| Medal  | Zawodnik                                                                                         | Dyscyplina           | Konkurencja                      | Rezultat  | Data        |
| ------ | ------------------------------------------------------------------------------------------------ | -------------------- | -------------------------------- | --------- | ----------- |
| Złoto  | Nicolò Martinenghi                                                                               | Pływanie             | 100 m stylem klasycznym (m)      | 59,03     | 28 lipca    |
| Złoto  | Thomas Ceccon                                                                                    | Pływanie             | 100 m stylem grzbietowym (m)     | 52,00     | 29 lipca    |
| Złoto  | Rossella Fiamingo Giulia Rizzi Alberta Santuccio Mara Navarria                                   | Szermierka           | szpada drużynowo kobiet          | 1.        | 30 lipca    |
| Złoto  | Giovanni De Gennaro                                                                              | Kajakarstwo          | slalom K-1 mężczyzn              | 88,22     | 1 sierpnia  |
| Złoto  | Alice Bellandi                                                                                   | Judo                 | do 78 kg kobiet                  | 1.        | 1 sierpnia  |
| Złoto  | Marta Maggetti                                                                                   | Żeglarstwo           | IQFoil kobiet                    | 1.        | 3 sierpnia  |
| Złoto  | Sara Errani Jasmine Paolini                                                                      | Tenis ziemny         | gra podwójna kobiet              | 1.        | 4 sierpnia  |
| Złoto  | Alice D’Amato                                                                                    | Gimnastyka           | ćwiczenia na równoważni kobiet   | 14,366    | 5 sierpnia  |
| Złoto  | Gabriele Rossetti Diana Bacosi                                                                   | Strzelectwo          | skeet (mikst)                    | 149       | 5 sierpnia  |
| Złoto  | Ruggero Tita Caterina Banti                                                                      | Żeglarstwo           | Nacra 17                         | 1.        | 8 sierpnia  |
| Złoto  | Chiara Consonni Vittoria Guazzini                                                                | Kolarstwo torowe     | madison kobiet                   | 37        | 9 sierpnia  |
| Złoto  | Reprezentacja Włoch (k)                                                                          | Siatkówka            | siatkówka halowa kobiet          | 1.        | 11 sierpnia |
| Srebro | Filippo Ganna                                                                                    | Kolarstwo            | jazda indywidualna na czas (m)   | 2.        | 27 lipca    |
| Srebro | Federico Nilo Maldini                                                                            | Strzelectwo          | pistolet pneumatyczny 10m (m)    | 240.0     | 28 lipca    |
| Srebro | Filippo Macchi                                                                                   | Szermierka           | floret indywidualnie (m)         | 2.        | 29 lipca    |
| Srebro | Angela Andreoli Alice D’Amato Manila Esposito Elisa Iorio Giorgia Villa                          | Gimnastyka           | wielobój drużynowy (k)           | 165,494   | 30 lipca    |
| Srebro | Luca Chiumento Luca Rambaldi Giacomo Gentili Andrea Panizza                                      | Wioślarstwo          | czwórka podwójna (m)             | 5:44,40   | 31 lipca    |
| Srebro | Silvana Stanco                                                                                   | Strzelectwo          | trap (k)                         | 40        | 31 lipca    |
| Srebro | Arianna Errigo Martina Favaretto Francesca Palumbo Alice Volpi                                   | Szermierka           | floret drużynowo (k)             | 2.        | 1 sierpnia  |
| Srebro | Stefano Oppo Gabriel Soares                                                                      | Wioślarstwo          | dwójka podwójna wagi lekkiej (m) | 6:13,33   | 2 sierpnia  |
| Srebro | Gregorio Paltrinieri                                                                             | Pływanie             | 1500 m stylem dowolnym (m)       | 14:34,55  | 4 sierpnia  |
| Srebro | Guillaume Bianchi Alessio Foconi Filippo Macchi Tommaso Marini                                   | Szermierka           | floret drużynowo (m)             | 2.        | 4 sierpnia  |
| Srebro | Gabriele Casadei Carlo Tacchini                                                                  | Kajakarstwo          | C-2 500m (m)                     | 1:48,08   | 8 sierpnia  |
| Srebro | Nadia Battocletti                                                                                | Lekkoatletyka        | bieg na 10 000 m (k)             | 30:43,35  | 9 sierpnia  |
| Srebro | Simone Consonni Elia Viviani                                                                     | Kolarstwo            | medison mężczyzn                 | 47        | 10 sierpnia |
| Brąz   | Luigi Samele                                                                                     | Szermierka           | szabla indywidualnie (m)         | 3         | 27 lipca    |
| Brąz   | Alessandro Miressi Thomas Ceccon Paolo Conte Bonin Manuel Frigo Leonardo Deplano Lorenzo Zazzeri | Pływanie             | 4 x 400 m stylem dowolnym (m)    | 3:10,70   | 27 lipca    |
| Brąz   | Paolo Monna                                                                                      | Strzelectwo          | pistolet pneumatyczny 10 m (m)   | 218,6     | 28 lipca    |
| Brąz   | Gregorio Paltrinieri                                                                             | Pływanie             | 800 m stylem dowolnym (m)        | 7:39,38   | 30 lipca    |
| Brąz   | Lorenzo Musetti                                                                                  | Tenis ziemny         | gra pojedyncza (m)               | 3         | 3 sierpnia  |
| Brąz   | Manila Esposito                                                                                  | Gimnastyka           | równoważnia (k)                  | 14,000    | 5 sierpnia  |
| Brąz   | Mattia Furlani                                                                                   | Lekkoatletyka        | skok w dal (m)                   | 8,34      | 6 sierpnia  |
| Brąz   | Simone Consonni Filippo Ganna Francesco Lamon Jonathan Milan                                     | Kolarstwo            | wyścig drużynowy (m)             | 3:44,197  | 7 sierpnia  |
| Brąz   | Ginevra Taddeucci                                                                                | Pływanie             | 10 km na otwartm akwenie (k)     | 2:03:42,8 | 8 sierpnia  |
| Brąz   | Antonino Pizzolato                                                                               | Podnoszenie ciężarów | do 89 kg (m)                     | 384       | 9 sierpnia  |
| Brąz   | Sofia Raffaeli                                                                                   | Gimnastyka           | wielobój indywidualny (k)        | 136,300   | 9 sierpnia  |
| Brąz   | Simone Alessio                                                                                   | Taekwondo            | 80 kg (m)                        | 3         | 9 sierpnia  |
| Brąz   | Andy Díaz                                                                                        | Lekkoatletyka        | trójskok (m)                     | 17,64     | 9 sierpnia  |
| Brąz   | Martina Centofanti Alessia Maurelli Agnese Duranti Daniela Mogurean Laura Paris                  | Gimnastyka           | zawody drużynowe (k)             | 68,100    | 10 sierpnia |
| Brąz   | Giorgio Malan                                                                                    | Pięciobój nowoczesny | mężczyźni                        | 1536      | 10 sierpnia |

## Skład reprezentacji

### Badminton
| Zawodnik      | Konkurencja        | Faza grupowa                    | Faza grupowa | 1/8 finału       | Ćwierćfinały     | Półfinały        | Finał            | Źródło |
| Zawodnik      | Konkurencja        | Przeciwnicy Wynik               | Pozycja      | Przeciwnik Wynik | Przeciwnik Wynik | Przeciwnik Wynik | Przeciwnik Wynik | Źródło |
| ------------- | ------------------ | ------------------------------- | ------------ | ---------------- | ---------------- | ---------------- | ---------------- | ------ |
| Giovanni Toti | gra pojedyńcza (m) | Sören Opti W 2:0 Shi Yuqi P 0:2 | 2.           | NQ               | NQ               | NQ               | NQ               | [ 2 ]  |

### Boks
| Zawodnik              | Konkurencja    | 1/32                           | 1/16                      | Ćwierćfinał          | Półfinał         | Finał            | Miejsce | Źródło |
| Zawodnik              | Konkurencja    | Przeciwnik Wynik               | Przeciwnik Wynik          | Przeciwnik Wynik     | Przeciwnik Wynik | Przeciwnik Wynik | Miejsce | Źródło |
| --------------------- | -------------- | ------------------------------ | ------------------------- | -------------------- | ---------------- | ---------------- | ------- | ------ |
| Salvatore Cavallaro   | do 80 kg (m)   | Kaan Aykutsun P 1–4            | NQ                        | NQ                   | NQ               | NQ               | 17.     | [ 3 ]  |
| Aziz Abbes Mouhiidine | do 92 kg (m)   | —                              | Lazizbek Mullojonov P 1-4 | NQ                   | NQ               | NQ               | 9.      | [ 4 ]  |
| Diego Lenzi           | powyżej 92 (m) | —                              | Joshua Edwards W 3-1      | Nelvie Tiafack P 0-5 | NQ               | NQ               | 5.      | [ 5 ]  |
| Giordana Sorrentino   | do 50 kg (k)   | Nazym Kyzaibay P 1–4           | NQ                        | NQ                   | NQ               | NQ               | 17.     | [ 6 ]  |
| Sirine Charaabi       | do 54 kg (k)   | Enkhjargal Munguntsetseg P 0–5 | NQ                        | NQ                   | NQ               | NQ               | 17.     | [ 7 ]  |
| Irma Testa            | do 57 kg (k)   | Xu Zichun P 2–3                | NQ                        | NQ                   | NQ               | NQ               | 17.     | [ 8 ]  |
| Alessia Mesiano       | do 60 kg (k)   | Gizem Ozer W 4–1               | Kellie Harrington P 0–5   | NQ                   | NQ               | NQ               | 9.      | [ 9 ]  |
| Angela Carini         | do 66 kg (k)   | —                              | Imane Khelif Poddanie     | NQ                   | NQ               | NQ               | 9.      | [ 10 ] |

### Breaking
| Zawodnik         | Konkurencja | Pseudonim | Eliminacje | Eliminacje | Eliminacje | Ćwierćfinały                 | Półfinały                    | Finał B/M                    | Pozycja | Źródło |
| Zawodnik         | Konkurencja | Pseudonim | Rundy      | Głosy      | Wynik      | Przeciwnik (pseudonim) Wynik | Przeciwnik (pseudonim) Wynik | Przeciwnik (pseudonim) Wynik | Pozycja | Źródło |
| ---------------- | ----------- | --------- | ---------- | ---------- | ---------- | ---------------------------- | ---------------------------- | ---------------------------- | ------- | ------ |
| Antilai Sandrini | B-Girls     | Anti      | 2          | 19         |            | NQ                           | NQ                           | NQ                           | 11.     | [ 11 ] |

### Gimnastyka

#### sportowa
| Zawodnik            | Konkurencja            | Eliminacje | Eliminacje | Eliminacje | Eliminacje | Eliminacje | Eliminacje | Eliminacje | Eliminacje | Finał    | Finał    | Finał    | Finał    | Finał    | Finał    | Finał   | Finał   | Źródło        |
| Zawodnik            | Konkurencja            | Przyrząd   | Przyrząd   | Przyrząd   | Przyrząd   | Przyrząd   | Przyrząd   | Razem      | Pozycja    | Przyrząd | Przyrząd | Przyrząd | Przyrząd | Przyrząd | Przyrząd | Razem   | Pozycja | Źródło        |
| Zawodnik            | Konkurencja            | F          | PH         | R          | V          | PB         | HB         | Razem      | Pozycja    | F        | PH       | R        | V        | PB       | HB       | Razem   | Pozycja | Źródło        |
| ------------------- | ---------------------- | ---------- | ---------- | ---------- | ---------- | ---------- | ---------- | ---------- | ---------- | -------- | -------- | -------- | -------- | -------- | -------- | ------- | ------- | ------------- |
| Yumin Abbadinil     | wielobój drużynowy (m) | 13,933     | 14,200     | 13,933     | 14,000     | 14,200     | 14,200     | 83,933     | 8.Q        | 14,066   | 14,200   | 13,633   | —        | —        | 14,033   | —       | —       | [ 12 ] [ 13 ] |
| Lorenzo Minh Casali | wielobój drużynowy (m) | 14,000     | 11,700     | 13,600     | 14,433     | 14,000     | 13,433     | 81,166     | 25.        | 13,700   | —        | 13,633   | 14,466   | 14,066   | —        | —       | —       | [ 12 ] [ 13 ] |
| Mario Macchiati     | wielobój drużynowy (m) | 13,566     | 13,833     | 13,400     | 14,500     | 13,766     | 13,166     | 82,231     | 16.Q       | —        | 13,566   | 13,566   | 14,300   | 14,333   | 12,833   | —       | —       | [ 12 ] [ 13 ] |
| Carlo Macchini      | wielobój drużynowy (m) | —          | 12,766     | —          | —          | —          | 12,766     | —          | —          | —        | 12,766   | —        | —        | —        | 12,766   | —       | —       | [ 12 ] [ 13 ] |
| Nicola Bartolini    | wielobój drużynowy (m) | 14,000     | —          | —          | 14,600     | 14,100     | —          | —          | —          | 14,133   | —        | —        | 14,500   | 13,700   |          | —       | —       | [ 12 ] [ 13 ] |
| Razem               | wielobój drużynowy (m) | 41,933     | 40,799     | 40,400     | 43,533     | 42,300     | 40,799     | 249,764    | 6.Q        | 41,899   | 40,352   | 40,832   | 43,266   | 42099    | 36,632   | 248,260 | 6.      | [ 12 ] [ 13 ] |

| Zawodnik        | Konkurencja            | Eliminacje | Eliminacje | Eliminacje | Eliminacje | Eliminacje | Eliminacje | Finał    | Finał    | Finał    | Finał    | Finał   | Finał   | Źródło        |
| Zawodnik        | Konkurencja            | Przyrząd   | Przyrząd   | Przyrząd   | Przyrząd   | Razem      | Pozycja    | Przyrząd | Przyrząd | Przyrząd | Przyrząd | Razem   | Pozycja | Źródło        |
| Zawodnik        | Konkurencja            | V          | UB         | BB         | F          | Razem      | Pozycja    | V        | UB       | BB       | F        | Razem   | Pozycja | Źródło        |
| --------------- | ---------------------- | ---------- | ---------- | ---------- | ---------- | ---------- | ---------- | -------- | -------- | -------- | -------- | ------- | ------- | ------------- |
| Alice D’Amato   | wielobój drużynowy (k) | 13,200     | 14,666     | 13,866     | 13,700     | 55,432     | 7.Q        | 13,933   | 14,633   | 13,933   | 13,466   | —       | —       | [ 14 ] [ 15 ] |
| Manila Esposito | wielobój drużynowy (k) | 14,133     | 14,166     | 13,966     | 13,633     | 55,898     | 6.Q        | 14,166   | —        | 13,966   | 12,666   | —       | —       | [ 14 ] [ 15 ] |
| Giorgia Villa   | wielobój drużynowy (k) | —          | 13,666     | —          | —          | —          | —          | —        | 13,766   | —        | —        | —       | —       | [ 14 ] [ 15 ] |
| Angela Andreoli | wielobój drużynowy (k) | 13,733     | —          | 13,366     | 13,500     | —          | —          | 13,566   | —        | 13,300   | 12,833   | —       | —       | [ 14 ] [ 15 ] |
| Elisa Iorio     | wielobój drużynowy (k) | 13,766     | 14,366     | 12,966     | 12,800     | 53,898     | 13.        | —        | 14,266   | —        | —        | —       | —       | [ 14 ] [ 15 ] |
| Razem           | wielobój drużynowy (k) | 41,632     | 43,198     | 41,198     | 40,833     | 166,891    | 2.Q        | 41,665   | 42,665   | 41,199   | 39,965   | 165,494 | srebro  | [ 14 ] [ 15 ] |

| Zawodnik        | Konkurencja               | Finał    | Finał    | Finał    | Finał    | Finał    | Finał    | Finał  | Finał   | Źródło |
| Zawodnik        | Konkurencja               | Przyrząd | Przyrząd | Przyrząd | Przyrząd | Przyrząd | Przyrząd | Razem  | Pozycja | Źródło |
| Zawodnik        | Konkurencja               | F        | PH       | R        | V        | PB       | HB       | Razem  | Pozycja | Źródło |
| --------------- | ------------------------- | -------- | -------- | -------- | -------- | -------- | -------- | ------ | ------- | ------ |
| Yumin Abbadini  | wielobój indywidualny (m) | 13,900   | 14,166   | 13,333   | 14,033   | 13,966   | 13,800   | 83,198 | 11.     | [ 16 ] |
| Mario Macchiati | wielobój indywidualny (m) | 13,666   | 13,966   | 13,300   | 14,166   | 13,233   | 13,166   | 81,497 | 19.     | [ 16 ] |

| Zawodnik        | Konkurencja               | Finał    | Finał    | Finał    | Finał    | Finał  | Finał   | Źródło |
| Zawodnik        | Konkurencja               | Przyrząd | Przyrząd | Przyrząd | Przyrząd | Razem  | Pozycja | Źródło |
| Zawodnik        | Konkurencja               | V        | UB       | BB       | F        | Razem  | Pozycja | Źródło |
| --------------- | ------------------------- | -------- | -------- | -------- | -------- | ------ | ------- | ------ |
| Alice D’Amato   | wielobój indywidualny (k) | 14,000   | 14,800   | 14,033   | 13,500   | 56,465 | 4.      | [ 17 ] |
| Manila Esposito | wielobój indywidualny (k) | 13,866   | 12,800   | 14,200   | 12,733   | 53,599 | 14.     | [ 17 ] |
| Alice D’Amato   | poręcze asymetryczne (k)  | —        | 14,733   | —        | —        | 14,733 | 5.      | [ 18 ] |
| Alice D’Amato\| | równoważnia (k)           | —        | —        | 14,366   | —        | 14,366 | złoto   | [ 19 ] |
| Manila Esposito | równoważnia (k)           | —        | —        | 14,000   | —        | 14,000 | brąz    | [ 19 ] |
| Alice D’Amato   | ćwiczenia wolne (k)       | —        | —        | —        | 13,600   | 13,600 | 6.      | [ 20 ] |
| Manila Esposito | ćwiczenia wolne (k)       | —        | —        | —        | 12,133   | 12,133 | 9.      | [ 20 ] |

#### artystyczna
| Zawodnik           | Konkurencja           | Eliminacje | Eliminacje | Eliminacje | Eliminacje | Eliminacje | Eliminacje | Finał  | Finał  | Finał   | Finał   | Finał   | Finał   | Źródło        |
| Zawodnik           | Konkurencja           | Układ      | Układ      | Układ      | Układ      | Razem      | Pozycja    | Układ  | Układ  | Układ   | Układ   | Razem   | Pozycja | Źródło        |
| Zawodnik           | Konkurencja           | Obręcz     | Piłka      | Maczugi    | Wstążka    | Razem      | Pozycja    | Obręcz | Piłka  | Maczugi | Wstążka | Razem   | Pozycja | Źródło        |
| ------------------ | --------------------- | ---------- | ---------- | ---------- | ---------- | ---------- | ---------- | ------ | ------ | ------- | ------- | ------- | ------- | ------------- |
| Milena Baldassarri | wielobój indywidualny | 33,300     | 32,750     | 30,900     | 32,300     | 129,250    | 9.Q        | 32,600 | 33,150 | 32,500  | 31,450  | 129,700 | 8.      | [ 21 ] [ 22 ] |
| Sofia Raffaeli     | wielobój indywidualny | 35,700     | 34,450     | 35,000     | 33,950     | 139,100    | 1.Q        | 32,250 | 32,900 | 35,900  | 32,250  | 136,300 | brąz    | [ 21 ] [ 22 ] |

| Zawodnik                                                                        | Konkurencja      | Eliminacje | Eliminacje          | Eliminacje | Eliminacje | Finał   | Finał               | Finał  | Finał   | Źródło        |
| Zawodnik                                                                        | Konkurencja      | 5 piłek    | 3 obręcze 2 maczugi | Razem      | Pozycja    | 5 piłek | 3 obręcze 2 maczugi | Razem  | Pozycja | Źródło        |
| ------------------------------------------------------------------------------- | ---------------- | ---------- | ------------------- | ---------- | ---------- | ------- | ------------------- | ------ | ------- | ------------- |
| Alessia Maurelli Martina Centofanti Agnese Duranti Daniela Mogurean Laura Paris | zawody drużynowe | 38,200     | 31,150              | 69,350     | 2.Q        | 36,100  | 32,000              | 68,100 | brąz    | [ 23 ] [ 24 ] |

### Golf
| Zawodnik          | Konkurencja | Runda 1 | Runda 2 | Runda 3 | Runda 4 | Łącznie | Łącznie | Łącznie | Źródło |
| Zawodnik          | Konkurencja | Wynik   | Wynik   | Wynik   | Wynik   | Wynik   | Par     | Pozycja | Źródło |
| ----------------- | ----------- | ------- | ------- | ------- | ------- | ------- | ------- | ------- | ------ |
| Guido Migliozzi   | mężczyźni   | 68      | 67      | 74      | 68      | 277     | -7      | T 22    | [ 25 ] |
| Matteo Manassero  | mężczyźni   | 69      | 69      | 79      | 69      | 276     | -6      | T 18    | [ 25 ] |
| Alessandra Fanali | kobiety     | 75      | 76      | 77      | 76      | 304     | +16     | 53      | [ 26 ] |

### Jeździectwo

#### Skoki przez przeszkody
| Zawodnik         | Konkurencja   | Koń            | Kwalifikacje | Kwalifikacje | Finał | Finał | Finał | Suma | Suma | Źródło |
| Zawodnik         | Konkurencja   | Koń            | Kary         | Poz.         | Kary  | Czas  | Poz.  | Kary | Czas | Źródło |
| ---------------- | ------------- | -------------- | ------------ | ------------ | ----- | ----- | ----- | ---- | ---- | ------ |
| Emanuele Camilli | indywidualnie | Odense Odeveld | 0            | 8.           | 12    | 81,08 | 21.   | 8    | 48.  | [ 27 ] |

#### WKKW
| Zawodnik                                                         | Konkurencja   | Koń                                                      | Ujeżdżenie | Ujeżdżenie | Cross country | Cross country | Cross country | Skoki        | Skoki        | Skoki        | Skoki | Skoki | Skoki | Razem  | Razem | Źródło |
| Zawodnik                                                         | Konkurencja   | Koń                                                      | Ujeżdżenie | Ujeżdżenie | Cross country | Cross country | Cross country | Kwalifikacje | Kwalifikacje | Kwalifikacje | Finał | Finał | Finał | Razem  | Razem | Źródło |
| Zawodnik                                                         | Konkurencja   | Koń                                                      | Kary       | Poz.       | Kary          | Suma          | Poz.          | Kary         | Suma         | Poz.         | Kary  | Suma  | Poz.  | Kary   | Poz.  | Źródło |
| ---------------------------------------------------------------- | ------------- | -------------------------------------------------------- | ---------- | ---------- | ------------- | ------------- | ------------- | ------------ | ------------ | ------------ | ----- | ----- | ----- | ------ | ----- | ------ |
| Evelina Bertoli                                                  | indywidualnie | Fidjy des Melezes                                        | 26,60      | 13.        | 6,40          | 33,00         | 19.           | 5,20         | 38,20        | 19.          | 4,40  | 42,60 | 23.   | 42,60  | 23.   | [ 28 ] |
| Emiliano Portale                                                 | indywidualnie | Future                                                   | EL         | EL         | NQ            | NQ            | NQ            | NQ           | NQ           | NQ           | NQ    | NQ    | NQ    | NQ     | NQ    | [ 28 ] |
| Giovanni Ugolotti                                                | indywidualnie | Swirly Temptress                                         | 25,70      | 9.         | 36,40         | 62,10         | 46.           | NQ           | NQ           | NQ           | NQ    | NQ    | NQ    | NQ     | NQ    | [ 28 ] |
| Evelina Bertoli Emiliano Portale Giovanni Ugolotti Pietro Sandei | drużynowo     | Fidjy des Melezes Future Swirly Temptress Rubis de Prere | 152,30     | 16.        | 76,80         | 229,10        | 13.           | 35,60        | 264,70       | 13.          | —     | —     | —     | 264,70 | 13.   | [ 29 ] |

### Judo

#### Indywidualnie
| Zawodnik          | Konkurencja  | 1/32                       | 1/16 finału                 | Ćwierćfinał                       | Półfinał                  | Repasaże                  | Finał / 3. miejsce         | Pozycja | Źródła |
| Zawodnik          | Konkurencja  | Przeciwnik Wynik           | Przeciwnik Wynik            | Przeciwnik Wynik                  | Przeciwnik Wynik          | Przeciwnik Wynik          | Przeciwnik Wynik           | Pozycja | Źródła |
| ----------------- | ------------ | -------------------------- | --------------------------- | --------------------------------- | ------------------------- | ------------------------- | -------------------------- | ------- | ------ |
| Andrea Carlino    | - 60 kg (m)  | Josh Katz W 01-00          | Yang Yung-wei P 01-10       | NQ                                | NQ                        | NQ                        | NQ                         |         | [ 30 ] |
| Matteo Piras      | - 66 kg (m)  | Juan Postigos W 10-00      | Strahinja Bunčić P 00-01    | NQ                                | NQ                        | NQ                        | NQ                         |         |        |
| Manuel Lombardo   | - 73 kg (m)  | Adam Stodolski W 10-00     | Masayuki Terada W 01-00     | Masayuki Terada P 00-10           | —                         | Arthur Margelidon W 10-00 | Adil Osmanov P 00-10       | 5.      | [ 31 ] |
| Antonio Esposito  | - 81 kg (m)  | Valentin Houinato W 10-00  | Guilherme Schimidt W 01-00  | François Gauthier-Drapeau W 10-00 | Takanori Nagase P 00-10   | —                         | Somon Makhmadbekov P 00-10 | 5.      | [ 32 ] |
| Christian Parlati | - 90 kg (m)  | John Jayne P 00-10         | NQ                          | NQ                                | NQ                        | NQ                        | NQ                         |         | [ 33 ] |
| Gennaro Pirelli   | - 100 kg (m) | Zlatko Kumrić W 10-00      | Ilia Sulamanidze P 00-10    | NQ                                | NQ                        | NQ                        | NQ                         |         | [ 34 ] |
| Assunta Scutto    | - 48 kg (k)  | —                          | Maria Celia Laborde W 10-00 | Tara Babulfath P 00-10            | —                         | Shirine Boukli P 00-01    | NQ                         |         |        |
| Odette Giuffrida  | - 52 kg (k)  | —                          | Angelica Delgado W 01-00    | Réka Pupp W 01-00                 | Distria Krasniqi P 00-10  | —                         | Larissa Pimenta P 00-10    | 5.      | [ 35 ] |
| Veronica Toniolo  | - 57 kg (k)  | Haruka Funakubo P 00-01    | NQ                          | NQ                                | NQ                        | NQ                        | NQ                         |         | [ 36 ] |
| Savita Russo      | - 63 kg (k)  | Angelika Szymańska P 00-01 | NQ                          | NQ                                | NQ                        | NQ                        | NQ                         |         |        |
| Kim Polling       | - 70 kg (k)  | Tais Pina W 01-00          | Barbara Matić P 00-10       | NQ                                | NQ                        | NQ                        | NQ                         |         |        |
| Alice Bellandi    | - 78 kg (k)  | —                          | Mayra Aguiar W 01-00        | Jelyzaweta Lytwynenko W 10-00     | Patrícia Sampaio] W 01-00 | —                         | Inbar Lanir W 11-00        | złoto   | [ 37 ] |
| Asya Tavano       | + 78 kg (k)  | Milica Žabić P 00-10       | NQ                          | NQ                                | NQ                        | NQ                        | NQ                         |         |        |

#### Drużynowo
| Zawodnik                                                                                    | Konkurencja      | 1/32             | 1/16 finału      | Ćwierćfinał      | Półfinał         | Repasaże         | Finał / 3. miejsce | Pozycja | Źródła |
| Zawodnik                                                                                    | Konkurencja      | Przeciwnik Wynik | Przeciwnik Wynik | Przeciwnik Wynik | Przeciwnik Wynik | Przeciwnik Wynik | Przeciwnik Wynik   | Pozycja | Źródła |
| ------------------------------------------------------------------------------------------- | ---------------- | ---------------- | ---------------- | ---------------- | ---------------- | ---------------- | ------------------ | ------- | ------ |
| Gennaro Pirelli Veronica Toniolo Savita Russo Manuel Lombardo Kim Polling Christian Parlati | zawody drużynowe | Węgry W 4-1      | Gruzja W 4-3     | Uzbekistan W 4-2 | Francja P 1-4    | —                | Brazylia P 1-4     | 5.      |        |

### Kajakarstwo

#### Kajakarstwo klasyczne
| Zawodnik                        | Konkurencja   | Eliminacje | Eliminacje | Ćwierćfinały | Ćwierćfinały | Półfinały | Półfinały | Finał A/B | Finał A/B | Pozycja | Źródło |
| Zawodnik                        | Konkurencja   | Czas       | Pozycja    | Czas         | Pozycja      | Czas      | Pozycja   | Czas      | Pozycja   | Pozycja | Źródło |
| ------------------------------- | ------------- | ---------- | ---------- | ------------ | ------------ | --------- | --------- | --------- | --------- | ------- | ------ |
| Nicolae Craciun                 | C-1 1000 m    | 3:53,90    | 4.         | 3:53,13      | 3.           | NQ        | NQ        | NQ        | NQ        |         | [ 38 ] |
| Carlo Tacchini                  | C-1 1000 m    | 3:59,59    | 3.         | 3:49,15      | 1.           | 3:45,42   | 4.        | 3:48,97   | 5.        | 5.      | [ 38 ] |
| Gabriele Casadei Carlo Tacchini | C-2 500 m (m) | 1:39,17    | 2.         | BYE          | BYE          | 1:41,59   | 3.        | 1:41,08   | 2.        | srebro  | [ 39 ] |

### Kolarstwo

#### Kolarstwo szosowe
| Zawodnik             | Konkurencja                    | Czas     | Pozycja | Źródło |
| -------------------- | ------------------------------ | -------- | ------- | ------ |
| Elisa Balsamo        | wyścig ze startu wspólnego (k) | 4:07:39  | 54.     | [ 40 ] |
| Elena Cecchini       | wyścig ze startu wspólnego (k) | 4:04,23  | 25.     | [ 40 ] |
| Elisa Longo Borghini | wyścig ze startu wspólnego (k) | 4:02,28  | 9.      | [ 40 ] |
| Silvia Persico       | wyścig ze startu wspólnego (k) | 4:07,39  | 55.     | [ 40 ] |
| Alberto Bettiol      | wyścig ze startu wspólnego (m) | 6:21,54  | 23.     | [ 41 ] |
| Luca Mozzato         | wyścig ze startu wspólnego (m) | 6:36,57  | 50.     | [ 41 ] |
| Elia Viviani         | wyścig ze startu wspólnego (m) | DNF      | DNF     | [ 41 ] |
| Elisa Longo Borghini | jazda indywidualna na czas (k) | 41:49,32 | 8.      | [ 42 ] |
| Filippo Ganna        | jazda indywidualna na czas (m) | 36:27,08 | srebro  | [ 43 ] |
| Alberto Bettiol      | jazda indywidualna na czas (m) | 38:06,77 | 17.     | [ 43 ] |

#### Kolarstwo torowe
Madison
| Zawodnik                          | Konkurencja | Punkty | Okrążenia | Pozycja | Źródło |
| --------------------------------- | ----------- | ------ | --------- | ------- | ------ |
| Chiara Consonni Vittoria Guazzini | kobiety     | 37     | 20        | złoto   | [ 44 ] |
| Simone Consonni Elia Viviani      | mężczyźni   | 27     | 20        | srebro  | [ 45 ] |

Omnium
| Zawodnik            | Konkurencja | Scratch | Scratch | Wyścig tempowy | Wyścig tempowy | Wyścig eliminacyjny | Wyścig eliminacyjny | Wyścig punktowy | Wyścig punktowy | Wyścig punktowy | Suma punktów | Pozycja | Źródło |
| Zawodnik            | Konkurencja | Miejsce | Punkty  | Miejsce        | Punkty         | Miejsce             | Punkty              | Sprint          | Okrążenia       | Miejsce         | Suma punktów | Pozycja | Źródło |
| ------------------- | ----------- | ------- | ------- | -------------- | -------------- | ------------------- | ------------------- | --------------- | --------------- | --------------- | ------------ | ------- | ------ |
| Elia Viviani        | mężczyźni   | 12.     | 18      | 10.            | 22             | 2.                  | 38                  | 3               | 20              | 7.              | 97           | 9.      | [ 46 ] |
| Letizia Paternoster | kobiety     | 10.     | 22      | 15.            | 12             | 6.                  | 30                  | 0               | 0               | 21.             | 64           | 13.     | [ 47 ] |

Keirin
| Zawodnik    | Konkurencja | Eliminacje | Repasaże | Ćwierćfinały | Półfinały | Finał   | Źródło        |
| Zawodnik    | Konkurencja | Miejsce    | Miejsce  | Miejsce      | Miejsce   | Miejsce | Źródło        |
| ----------- | ----------- | ---------- | -------- | ------------ | --------- | ------- | ------------- |
| Miriam Vece | kobiety     | 3.         | 3.       | NQ           | NQ        | NQ      | [ 48 ] [ 49 ] |
| Sara Fiorin | kobiety     | 6.         | 5.       | NQ           | NQ        | NQ      | [ 48 ] [ 49 ] |

Sprint
| Zawodnik    | Konk.   | Kwalifikacje         | Kwalifikacje | Runda 1                         | Repasaż 1                                      | Runda 2                         | Repasaż 2                       | Runda 3                         | Repasaż 3                       | Ćwierćfinały                    | Półfinały                       | Finał / 3. miejsce              | Finał / 3. miejsce | Źródło |
| Zawodnik    | Konk.   | Czas Prędkość (km/h) | Poz.         | Przeciwnik Czas Prędkość (km/h) | Przeciwnik Czas Prędkość (km/h)                | Przeciwnik Czas Prędkość (km/h) | Przeciwnik Czas Prędkość (km/h) | Przeciwnik Czas Prędkość (km/h) | Przeciwnik Czas Prędkość (km/h) | Przeciwnik Czas Prędkość (km/h) | Przeciwnik Czas Prędkość (km/h) | Przeciwnik Czas Prędkość (km/h) | Poz.               | Źródło |
| ----------- | ------- | -------------------- | ------------ | ------------------------------- | ---------------------------------------------- | ------------------------------- | ------------------------------- | ------------------------------- | ------------------------------- | ------------------------------- | ------------------------------- | ------------------------------- | ------------------ | ------ |
| Miriam Vece | kobiety | 10,560 68,182        | 16.          | Shaane Fulton P 10,933 68,856   | Daniela Gaxiola Julie Nicolaes P 11,594 64,593 | NQ                              | NQ                              | NQ                              | NQ                              | NQ                              | NQ                              | NQ                              | NQ                 | [ 50 ] |
| Sara Fiorin | kobiety | 11,085 64,953        | 26.          | NQ                              | NQ                                             | NQ                              | NQ                              | NQ                              | NQ                              | NQ                              | NQ                              | NQ                              | NQ                 | [ 50 ] |

Wyścig drużynowy na dochodzenie
| Zawodnik                                                                            | Konkurencja | Kwalifikacje         | Kwalifikacje | Półfinały                           | Półfinały | Finał                               | Finał   | Źródło |
| Zawodnik                                                                            | Konkurencja | Czas Prędkość (km/h) | Miejsce      | Przeciwnik Wynik Prędkość (km/h)    | Miejsce   | Przeciwnik Wynik Prędkość (km/h)    | Miejsce | Źródło |
| ----------------------------------------------------------------------------------- | ----------- | -------------------- | ------------ | ----------------------------------- | --------- | ----------------------------------- | ------- | ------ |
| Simone Consonni Filippo Ganna Francesco Lamon Jonathan Milan                        | mężczyźni   | 3:44,351 64,185      | 4.           | Australia · P 3:43,205 · 64,515     | 4.        | Dania · W 3:44,197 · 64,229         | brąz    | [ 51 ] |
| Chiara Consonni Martina Fidanza Letizia Paternoster Vittoria Guazzini Elisa Balsamo | kobiety     | 4:07,579 58,163      | 4.           | Nowa Zelandia · P 4:07,491 · 58,184 | 4.        | Wielka Brytania · 4:08,961 · 57,840 | 4.      |        |

#### Kolarstwo górskie
| Zawodnik         | Konkurencja       | Czas/Okrążenia | Pozycja | Źródło |
| ---------------- | ----------------- | -------------- | ------- | ------ |
| Martina Berta    | cross-country (k) | 1:32,50        | 14.     | [ 52 ] |
| Chiara Teocchi   | cross-country (k) | 1:31,52        | 11.     | [ 52 ] |
| Simone Avondetto | cross-country (m) | 1:30,52        | 19.     | [ 53 ] |
| Luca Braidot     | cross-country (m) | 1:26,56        | 4.      | [ 53 ] |

#### Kolarstwo BMX
| Zawodnik          | Konkurencja | Ćwiercinał | Ćwiercinał | Półfinał | Półfinał | Finał | Źródło |
| Zawodnik          | Konkurencja | Punkty     | Pozycja    | Punkty   | Pozycja  | Finał | Źródło |
| ----------------- | ----------- | ---------- | ---------- | -------- | -------- | ----- | ------ |
| Pietro Bertagnoli | BMX (m)     | 14         | 12         | 15       | 9        | NQ    | [ 54 ] |

### Lekkoatletyka

#### Konkurencje biegowe
| Zawodnik                                                             | Konkurencja                                        | Kwalifikacje | Kwalifikacje | Repasaże | Repasaże | Półfinał | Półfinał | Finał    | Finał   | Źródło        |
| Zawodnik                                                             | Konkurencja                                        | Wynik        | Miejsce      | Wynik    | Miejsce  | Wynik    | Miejsce  | Wynik    | Miejsce | Źródło        |
| -------------------------------------------------------------------- | -------------------------------------------------- | ------------ | ------------ | -------- | -------- | -------- | -------- | -------- | ------- | ------------- |
| Chituru Ali                                                          | bieg na 100 m (m)                                  | 10,12        | 2.Q          | —        | —        | 10,14    | 7.       | NQ       | NQ      | [ 55 ]        |
| Marcell Jacobs                                                       | bieg na 100 m (m)                                  | 10,05        | 2.Q          | —        | —        | 9,92     | 3.q      | 9,85     | 5.      | [ 55 ]        |
| Zaynab Dosso                                                         | bieg na 100 m (k)                                  | 11,30        | 3.Q          | —        | —        | 11,34    | 9.       | NQ       | NQ      | [ 56 ]        |
| Fausto Desalu                                                        | bieg na 200 m (m)                                  | 20,26        | 2.Q          | —        | —        | 20,37    | 4        | NQ       | NQ      | [ 57 ]        |
| Filippo Tortu                                                        | bieg na 200 m (m)                                  | 20,29        | 3.Q          | —        | —        | 20,54    | 4.       | NQ       | NQ      | [ 58 ]        |
| Diego Pettorossi                                                     | bieg na 200 m (m)                                  | 20,63        | 4.R          | 20,53    | 2.       | NQ       | NQ       | NQ       | NQ      | [ 59 ]        |
| Anna Bongiorni                                                       | bieg na 200 m (k)                                  | 23,49        | 7.R          | DNS      | DNS      | NQ       | NQ       | NQ       | NQ      |               |
| Dalia Kaddari                                                        | bieg na 200 m (k)                                  | 23,49        | 7.R          | DNS      | DNS      | NQ       | NQ       | NQ       | NQ      | [ 60 ]        |
| Luca Sito                                                            | bieg na 400 m (m)                                  | 44,99        | 3.Q          | —        | —        | 45,01    | 5.       | NQ       | NQ      | [ 61 ]        |
| Davide Re                                                            | bieg na 400 m (m)                                  | 46,74        | 8.R          | DNS      | DNS      | NQ       | NQ       | NQ       | NQ      |               |
| Alice Mangione                                                       | bieg na 400 m (k)                                  | 51,60        | 5.R          | 51,07    | 3.       | NQ       | NQ       | NQ       | NQ      |               |
| Simone Barontini                                                     | bieg na 800 m (m)                                  | 1:43,33      | 4.R          | 1:45,56  | 1.Q      | 1:46,17  | 8.       | NQ       | NQ      |               |
| Catalin Tecuceanu                                                    | bieg na 800 m (m)                                  | 1:44,80      | 2.Q          | —        | —        | 1:45,38  | 3.       | NQ       | NQ      |               |
| Elena Bellò                                                          | bieg na 800 m (k)                                  | 1:59,98      | 7.R          | 2:02,91  | 4.       | NQ       | NQ       | NQ       | NQ      | [ 62 ] [ 63 ] |
| Eloisa Coiro                                                         | bieg na 800 m (k)                                  | 1:59,19      | 4.R          | 2:00,31  | 2.       | NQ       | NQ       | NQ       | NQ      | [ 62 ] [ 63 ] |
| Pietro Arese                                                         | bieg na 1500 m (m)                                 | 3:35,30      | 3.Q          | —        | —        | 3:33,03  | 6.Q      | 3:30,74  | 8.      | [ 64 ]        |
| Ossama Meslek                                                        | bieg na 1500 m (m)                                 | 3:39,96      | 15.R         | 3:35,32  | 3.Q      | 3:32,77  | 8.       | NQ       | NQ      | [ 65 ]        |
| Federico Riva                                                        | bieg na 1500 m (m)                                 | 3:41,78      | 14.R         | 3:32,84  | 1.Q      | 3:35,26  | 9.       | NQ       | NQ      | [ 66 ]        |
| Ludovica Cavalli                                                     | bieg na 1500 m (k)                                 | 4:11,68      | 13.R         | 4:02,46  | 2.Q      | 4:03,59  | 12.      | NQ       | NQ      | [ 67 ] [ 68 ] |
| Federica Del Buono                                                   | bieg na 1500 m (k)                                 | 4:10,14      | 14.R         | 4:06,00  | 7.       | NQ       | NQ       | NQ       | NQ      | [ 67 ] [ 68 ] |
| Sintayehu Vissa                                                      | bieg na 1500 m (k)                                 | 4:00,69      | 8.R          | 4:06,71  | 1.Q      | 3:58,11  | 10.      | NQ       | NQ      | [ 67 ] [ 68 ] |
| Federica Del Buono                                                   | bieg na 5000 m (k)                                 | 15:15,54     | 16.          | —        | —        | NQ       | NQ       | NQ       | NQ      | [ 69 ]        |
| Nadia Battocletti                                                    | bieg na 5000 m (k)                                 | 14:57,69     | 2.Q          | —        | —        | —        | —        | 14:31,64 | 4.      |               |
| Nadia Battocletti                                                    | bieg na 10 000 m (k)                               | —            | —            | —        | —        | —        | —        | 30:43,35 | srebro  | [ 70 ]        |
| Lorenzo Simonelli                                                    | 110 m przez płotki (m)                             | 13,27        | 2.Q          | —        | —        | 13,38    | 5.       | NQ       | NQ      |               |
| Alessandro Sibilio                                                   | 400 m przez płotki (m)                             | 48,43        | 4.q          | —        | —        | 48,79    | 6.       | NQ       | NQ      | [ 71 ]        |
| Ayomide Folorunso                                                    | 400 m przez płotki (k)                             | 55,03        | 6.R          | 55,07    | 1.Q      | 54,92    | 5.       | NQ       | NQ      | [ 72 ] [ 73 ] |
| Alice Muraro                                                         | 400 m przez płotki (k)                             | 55,62        | 5.R          | 55,48    | 6.       | NQ       | NQ       | NQ       | NQ      | [ 72 ] [ 73 ] |
| Rebecca Sartori                                                      | 400 m przez płotki (k)                             | 55,81        | 6.R          | 55,44    | 5.       | NQ       | NQ       | NQ       | NQ      | [ 72 ] [ 73 ] |
| Yassin Bouih                                                         | 3000 m z przeszkodami (m)                          | 8:40,34      | 11.          | —        | —        | NQ       | NQ       | NQ       | NQ      | [ 74 ]        |
| Osama Zoghlami                                                       | 3000 m z przeszkodami (m)                          | 8:20,52      | 8.           | —        | —        | NQ       | NQ       | NQ       | NQ      | [ 75 ]        |
| Yemaneberhan Crippa                                                  | maraton (m)                                        | —            | —            | —        | —        | —        | —        | 2:10,36  | 25.     | [ 76 ]        |
| Eyob Faniel                                                          | maraton (m)                                        | —            | —            | —        | —        | —        | —        | 2:12,50  | 43.     | [ 76 ]        |
| Daniele Meucci                                                       | maraton (m)                                        | —            | —            | —        | —        | —        | —        | 2:14,02  | 51.     | [ 76 ]        |
| Giovanna Epis                                                        | maraton (k)                                        | —            | —            | —        | —        | —        | —        | 2:38,26  | 67.     | [ 77 ]        |
| Sofiia Yaremchuk                                                     | maraton (k)                                        | —            | —            | —        | —        | —        | —        | 2:30,20  | 30.     | [ 77 ]        |
| Francesco Fortunato                                                  | chód na 20 km (m)                                  | —            | —            | —        | —        | —        | —        | 1:20,38  | 20.     |               |
| Riccardo Orsoni                                                      | chód na 20 km (m)                                  | —            | —            | —        | —        | —        | —        | 1:25,08  | 41.     |               |
| Massimo Stano                                                        | chód na 20 km (m)                                  | —            | —            | —        | —        | —        | —        | 1:19,12  | 4.      |               |
| Eleonora Giorgi                                                      | chód na 20 km (k)                                  | —            | —            | —        | —        | —        | —        | 1:31,49  | 23.     |               |
| Antonella Palmisano                                                  | chód na 20 km (k)                                  | —            | —            | —        | —        | —        | —        | DNF      | DNF     |               |
| Valentina Trapletti                                                  | chód na 20 km (k)                                  | —            | —            | —        | —        | —        | —        | 1:35,39  | 35.     |               |
| Fausto Desalu Marcell Jacobs Matteo Melluzzo Filippo Tortu           | sztafeta 4 x 100 m (m)                             | 38,07        | 5.q          | —        | —        | —        | —        | 37,68    | 4.      |               |
| Arianna De Masi Zaynab Dosso Dalia Kaddari Irene Siragusa            | sztafeta 4 x 100 m (k)                             | 43,03        | 6.           | —        | —        | —        | —        | NQ       | NQ      |               |
| Alessandro Sibilio Luca Sito Vladimir Aceti Edoardo Scotti           | sztafeta 4 x 400 m (m)                             | 3:00,26      | 3.Q          | —        | —        | —        | —        | 2:59,72  | 7.      |               |
| Ilaria Accame Alice Mangione Anna Polinari Giancarla Trevisan        | sztafeta 4 x 400 m (k)                             | 3:26,50      | 5.           | —        | —        | —        | —        | NQ       | NQ      |               |
| Vladimir Aceti Edoardo Scotti Luca Sito Alice Mangione Anna Polinari | sztafeta 4 x 400 m mieszana                        | 3:11,59      | 3.Q          | —        | —        | —        | —        | 3:11,84  | 6.      |               |
| Massimo Stano Antonella Palmisano                                    | sztafeta mieszanaw w chodzie na dystansie maratonu | —            | —            | —        | —        | —        | —        | 2:53,52  | 6.      |               |

#### Konkurencje techniczne
| Zawodnik          | Konkurencja        | Kwalifikacje | Kwalifikacje | Finał | Finał   | Źródło |
| Zawodnik          | Konkurencja        | Wynik        | Miejsce      | Wynik | Miejsce | Źródło |
| ----------------- | ------------------ | ------------ | ------------ | ----- | ------- | ------ |
| Claudio Stecchi   | skok o tyczce (m)  | 5,70         | 13.          | NQ    | NQ      | [ 78 ] |
| Leonardo Fabbri   | pchnięcie kulą (m) | 21,76        | 1.Q          | 21,75 | 5.      | [ 79 ] |
| Zane Weir         | pchnięcie kulą (m) | 21,00        | 11.q         | 20,24 | 11.     | [ 79 ] |
| Mattia Furlani    | skok w dal (m)     | 8,01         | 6.q          | 8,34  | brąz    | [ 80 ] |
| Stefano Sottile   | skok wzwyż (m)     | 2,24         | 6.q          | 2,34  | 4.      | [ 81 ] |
| Gianmarco Tamberi | skok wzwyż (m)     | 2,24         | 6.q          | 2,22  | 11.     | [ 81 ] |
| Andy Díaz         | trójskok (m)       | 16,79        | 12.q         | 17,64 | brąz    | [ 82 ] |
| Andrea Dallavalle | trójskok (m)       | 16,65        | 19.          | NQ    | NQ      | [ 82 ] |
| Emmanuel Ihemeje  | trójskok (m)       | 16,50        | 20.          | NQ    | NQ      | [ 82 ] |
| Leonardo Fabbri   | pchnięcie kulą (m) | 21,76        | 1. Q         | 21,70 | 5.      | [ 83 ] |
| Zane Weir         | pchnięcie kulą (m) | 21,00        | 11.q         | 20,24 | 11.     | [ 83 ] |
| Roberta Bruni     | skok o tyczce (k)  | 4,55         | 1.q          | 4,40  | 14.     | [ 84 ] |
| Elisa Molinarolo  | skok o tyczce (k)  | 4,55         | 1.q          | 4,70  | 6.      | [ 84 ] |
| Larissa Iapichino | skok w dal (k)     | 6,87         | 2.Q          | 6,87  | 4.      | [ 85 ] |
| Dariya Derkach    | trójskok (k)       | 14,35        | 6.Q          | 14,14 | 8.      | [ 86 ] |
| Ottavia Cestonaro | trójskok (k)       | 13,63        | 23.          | NQ    | NQ      | [ 86 ] |
| Daisy Osakue      | rzut dyskiem (k)   | 63,11        | 9.q          | 63,11 | 8.      | [ 87 ] |
| Sara Fantini      | rzut młotem (k)    | 72,40        | 8.q          | 69,58 | 12.     | [ 88 ] |

#### Konkurencje mieszane
| Zawodnik       | Konkurencja    | Konkurencja  | 100 m ppł  | Skok wzwyż | Pchnięcie kulą | Bieg na 200 metrów | Skok w dal | Rzut oszczepem | Bieg na 800 metrów | Punkty | Miejsce | Źródło |
| -------------- | -------------- | ------------ | ---------- | ---------- | -------------- | ------------------ | ---------- | -------------- | ------------------ | ------ | ------- | ------ |
| Sveva Gerevini | siedmiobój (k) | Wynik Punkty | 13,40 1065 | 1,74 903   | 12,80 714      | 23,58 1021         | 6,08 874   | 39,68 661      | 2:08,84 982        | 6220   | 13.     | [ 89 ] |

### Łucznictwo
| Zawodnik                                         | Konkurencja       | Runda rankingowa | Runda rankingowa | 1/32 finału         | 1/16 finału                | 1/8 finału        | Ćwierćfinały           | Półfinały        | Finał            | Finał   | Źródło |
| Zawodnik                                         | Konkurencja       | Wynik            | Miejsce          | Przeciwnik Wynik    | Przeciwnik Wynik           | Przeciwnik Wynik  | Przeciwnik Wynik       | Przeciwnik Wynik | Przeciwnik Wynik | Pozycja | Źródło |
| ------------------------------------------------ | ----------------- | ---------------- | ---------------- | ------------------- | -------------------------- | ----------------- | ---------------------- | ---------------- | ---------------- | ------- | ------ |
| Federico Musolesi                                | indywidualnie (m) | 662              | 34               | Žiga Ravnikar W 6-4 | Kim Je-deok P 4-6          | NQ                | NQ                     | NQ               | NQ               | 17.     | [ 90 ] |
| Mauro Nespoli                                    | indywidualnie (m) | 670              | 20               | Sagor Islam W 6-0   | Amirxon Sadikov W 6-4      | Eric Peters W 6-2 | Lee Woo-seok P 4-6     | NQ               | NQ               | 6.      | [ 90 ] |
| Alessandro Paoli                                 | indywidualnie (m) | 658              | 37               | Lam Dorji W 7-3     | Lee Woo-seok P 0-6         | NQ                | NQ                     | NQ               | NQ               | 17.     | [ 90 ] |
| Federico Musolesi Mauro Nespoli Alessandro Paoli | drużynowo (m)     | 1990             | 7                | —                   | —                          | Kazahstan W 5-4   | Francja P 2-6          | NQ               | NQ               | 9.      |        |
| Chiara Rebagliati                                | indywidualnie (k) | 663              | 15               | Ariana Zairi W 6-5  | Mădălina Amăistroaie P 3-7 | NQ                | NQ                     | NQ               | NQ               | 9.      |        |
| Mauro Nespoli Chiara Rebagliati                  | mikst             | 1333             | 9                | —                   | —                          | Francja W 6-0     | Korea Południowa P 2-6 | NQ               | NQ               | 7       |        |

### Pięciobój nowoczesny
| Zawodnik        | Konkurencja | Konkurencja | Szermierka      | Szermierka | Szermierka | Pływanie | Pływanie | Pływanie | Jazda konna | Jazda konna | Kombinacja: strzelanie/bieg przełajowy | Kombinacja: strzelanie/bieg przełajowy | Kombinacja: strzelanie/bieg przełajowy | Suma punktów | Pozycja | Źródło |
| Zawodnik        | Konkurencja | Konkurencja | Wynik (wygrane) | M.         | Punkty     | Czas     | M.       | Punkty   | M.          | Punkty      | Czas                                   | M.                                     | Punkty                                 | Suma punktów | Pozycja | Źródło |
| --------------- | ----------- | ----------- | --------------- | ---------- | ---------- | -------- | -------- | -------- | ----------- | ----------- | -------------------------------------- | -------------------------------------- | -------------------------------------- | ------------ | ------- | ------ |
| Giorgio Malan   | mężczyźni   | Półfinał    | 18              | 18         | 219        | 01:59,82 | 3        | 311      | 7           | 293         | 10:12,46                               | 5                                      | 688                                    | 1511         | 3.Q     | [ 91 ] |
| Giorgio Malan   | mężczyźni   | Finał       | 18              | 18         | 215        | 01:59,23 | 5        | 312      | 1           | 300         | 09:51,40                               | 5                                      | 709                                    | 1536         | brąz    | [ 91 ] |
| Mateo Cicinelli | mężczyźni   | Półfinał    | 19              | 15         | 220        | 01:59,90 | 5        | 311      | 11          | 293         | 10:16,62                               | 9                                      | 684                                    | 1508         | 4.Q     | [ 91 ] |
| Mateo Cicinelli | mężczyźni   | Finał       | 19              | 15         | 220        | 01:59,06 | 4        | 312      | 8           | 293         | 09:58,23                               | 9                                      | 702                                    | 1527         | 4.      | [ 91 ] |
| Elena Micheli   | kobiety     | Półfinał    | 19              | 10         | 224        | 02:10,63 | 2        | 289      | 4           | 300         | 11:32,10                               | 10                                     | 588                                    | 1401         | 2.Q     | [ 91 ] |
| Elena Micheli   | kobiety     | Finał       | 19              | 10         | 232        | 02:12,47 | 5        | 286      | 14          | 293         | 11:27,86                               | 12                                     | 613                                    | 1424         | 5.      | [ 91 ] |
| Alice Sotero    | kobiety     | Półfinał    | 12              | 34         | 193        | 02:10,24 | 1        | 290      | 2           | 300         | 11:22,83                               | 3                                      | 618                                    | 1401         | 3.Q     | [ 91 ] |
| Alice Sotero    | kobiety     | Finał       | 12              | 34         | 34         | 02:09,34 | 1        | 291      | 5           | 300         | 11:33,81                               | 15                                     | 607                                    | 1389         | 13      | [ 91 ] |

### Piłka wodna
| Zespół                 | Konkurencja      | Rozgrywki grupowe | Rozgrywki grupowe | Rozgrywki grupowe | Rozgrywki grupowe | Rozgrywki grupowe | Rozgrywki grupowe | Ćwierćfinał      | Półfinał         | Finał/BM         | Pozycja | Źródło |
| Zespół                 | Konkurencja      | Przeciwnik Wynik  | Przeciwnik Wynik  | Przeciwnik Wynik  | Przeciwnik Wynik  | Przeciwnik Wynik  | Pozycja           | Przeciwnik Wynik | Przeciwnik Wynik | Przeciwnik Wynik | Pozycja | Źródło |
| ---------------------- | ---------------- | ----------------- | ----------------- | ----------------- | ----------------- | ----------------- | ----------------- | ---------------- | ---------------- | ---------------- | ------- | ------ |
| reprezentacja mężczyzn | turniej mężczyzn | USA W 12–8        | CRO W 14–11       | MNE W 11–9        | ROM W 18–7        | GRE P 8–9         | 2.Q               | HUN P 10–12      | 5 – 8 ESP P 9–11 | 7 – 8 AUS W 10–6 | 7.      | [ 92 ] |
| reprezentacja kobiet   | turniej kobiet   | FRA P 10–12       | USA P 3–10        | GRE W 12–8        | ESP P 11–13       | —                 | 3.Q               | NED P 8–11       | 5 – 8 CAN W 10–5 | 5 – 6 HUN P 12–5 | 6.      | [ 93 ] |

### Pływanie
| Zawodnik                                                                                         | Konkurencja                          | Eliminacje | Eliminacje | Półfinał | Półfinał | Finał     | Finał  | Źródło  |
| Zawodnik                                                                                         | Konkurencja                          | Czas       | Poz.       | Czas     | Poz.     | Czas      | Poz.   | Źródło  |
| ------------------------------------------------------------------------------------------------ | ------------------------------------ | ---------- | ---------- | -------- | -------- | --------- | ------ | ------- |
| Leonardo Deplano                                                                                 | 50 m stylem dowolnym (m)             | 21,79      | 6.Q        | 21,50    | 3.Q      | 21,72     | 7.     | [ 94 ]  |
| Leonardo Deplano                                                                                 | 100 m stylem dowolnym (m)            | 48,82      | 23.        | NQ       | NQ       | NQ        | NQ     |         |
| Lorenzo Zazzeri                                                                                  | 50 m stylem dowolnym (m)             | 21,64      | 23.        | 21,83    | 12.      | NQ        | NQ     |         |
| Sara Curtis                                                                                      | 50 m stylem dowolnym (k)             | 24,67      | 13.Q       | 24,77    | 17.      | NQ        | NQ     |         |
| Alessandro Miressi                                                                               | 100 m stylem dowolnym (m)            | 48,24      | 7.Q        | 47,95    | 9.       | NQ        | NQ     |         |
| Alessandro Ragaini                                                                               | 200 m stylem dowolnym (m)            | 1:47,31    | 15.Q       | 1:47,08  | 14.      | NQ        | NQ     | [ 95 ]  |
| Filippo Megli                                                                                    | 200 m stylem dowolnym (m)            | 1:47,39    | 16.Q       | 1:46,87  | 13.      | NQ        | NQ     | [ 95 ]  |
| Marco De Tullio                                                                                  | 400 m stylem dowolnym (m)            | 3:47,90    | 17.        | —        | —        | NQ        | NQ     | [ 96 ]  |
| Matteo Lamberti                                                                                  | 400 m stylem dowolnym (m)            | 3:48,38    | 20.        | —        | —        | NQ        | NQ     | [ 96 ]  |
| Luca De Tullio                                                                                   | 800 m stylem dowolnym (m)            | 7:44,07    | 7.Q        | —        | —        | 7:46,16   | 7.     | [ 97 ]  |
| Gregorio Paltrinieri                                                                             | 800 m stylem dowolnym (m)            | 7:42,48    | 3.Q        | —        | —        | 7:39,38   | brąz   | [ 97 ]  |
| Simona Quadarella                                                                                | 800 m stylem dowolnym (k)            | 8:20,89    | 6.Q        | —        | —        | 8:14,55   | 4.     | [ 98 ]  |
| Luca De Tullio                                                                                   | 1500 m stylem dowolnym (m)           | 7:44,07    | 7.Q        | —        | —        | 7:46,16   | 7.     | [ 99 ]  |
| Gregorio Paltrinieri                                                                             | 1500 m stylem dowolnym (m)           | 7:42,48    | 3.Q        | —        | —        | 7:39,38   | srebro | [ 99 ]  |
| Simona Quadarella                                                                                | 1500 m stylem dowolnym (k)           | 15:51,19   | 2.Q        | —        | —        | 15:44,05  | 4.     | [ 100 ] |
| Ginevra Taddeucci                                                                                | 1500 m stylem dowolnym (k)           | 16:12,45   | 11.        | —        | —        | NQ        | NQ     | [ 100 ] |
| Thomas Ceccon                                                                                    | 100 m stylem grzbietowym (m)         | 53,45      | 12.Q       | 52,58    | 2.Q      | 52,00     | złoto  | [ 101 ] |
| Michele Lamberti                                                                                 | 100 m stylem grzbietowym (m)         | 54,22      | 23.        | NQ       | NQ       | NQ        | NQ     | [ 101 ] |
| Thomas Ceccon                                                                                    | 200 m stylem grzbietowym (m)         | 1:57,69    | 14.Q       | 1:56,59  | 9.       | NQ        | NQ     | [ 102 ] |
| Matteo Restivo                                                                                   | 200 m stylem grzbietowym (m)         | 1:59,05    | 24.        | NQ       | NQ       | NQ        | NQ     | [ 102 ] |
| Margherita Panziera                                                                              | 200 m stylem grzbietowym (k)         | 2:11,60    | 20.        | NQ       | NQ       | NQ        | NQ     | [ 103 ] |
| Nicolò Martinenghi                                                                               | 100 m stylem klasycznym (m)          | 59,39      | 4.Q        | 59,28    | 6.Q      | 59,03     | złoto  | [ 104 ] |
| Ludovico Viberti                                                                                 | 100 m stylem klasycznym (m)          | 59,93      | 15.Q       | 59,38    | 9.       | NQ        | NQ     | [ 104 ] |
| Lisa Angiolini                                                                                   | 100 m stylem klasycznym (k)          | 1:06,37    | 10.Q       | 1:06,39  | 9.       | NQ        | NQ     | [ 105 ] |
| Benedetta Pilato                                                                                 | 100 m stylem klasycznym (k)          | 1:06,19    | 6.Q        | 1:06,12  | 7.Q      | 1:05,60   | 4.     | [ 105 ] |
| Francesca Fangio                                                                                 | 200 m stylem klasycznym (k)          | 2:25,85    | 15.Q       | 2:25,39  | 14.      | NQ        | NQ     | [ 106 ] |
| Costanza Cocconcelli                                                                             | 100 m stylem motylkowym (k)          | 58,66      | 21.        | NQ       | NQ       | NQ        | NQ     |         |
| Viola Scotto Di Carlo                                                                            | 100 m stylem motylkowym (k)          | DSQ        | DSQ        | NQ       | NQ       | NQ        | NQ     |         |
| Giacomo Carini                                                                                   | 200 m stylem motylkowym (m)          | 1:55,81    | 12.Q       | 1:55,20  | 12.      | NQ        | NQ     | [ 107 ] |
| Alberto Razzetti                                                                                 | 200 m stylem motylkowym (m)          | 1:54,78    | 4.Q        | 1:54,51  | 7.Q      | 1:54,85   | 8.     | [ 107 ] |
| Alberto Razzetti                                                                                 | 200 m stylem zmiennym (m)            | 1:58,00    | 4.Q        | 1:57,10  | 7.Q      | 1:56,82   | 6.     | [ 108 ] |
| Alberto Razzetti                                                                                 | 400 m stylem zmiennym (m)            | 4:11,52    | 6.Q        | —        | —        | 4:09,38   | 5.     | [ 109 ] |
| Sara Franceschi                                                                                  | 200 m stylem zmiennym (k)            | 2:12,88    | 18.        | NQ       | NQ       | NQ        | NQ     | [ 110 ] |
| Sara Franceschi                                                                                  | 400 m stylem zmiennym (k)            | 4:48,89    | 15.        | —        | —        | NQ        | NQ     | [ 111 ] |
| Alessandro Miressi Thomas Ceccon Paolo Conte Bonin Manuel Frigo Leonardo Deplano Lorenzo Zazzeri | 4 x 100 m stylem dowolnym (m)        | 3:12,94    | 6.Q        | —        | —        | 3:10,70   | brąz   | [ 112 ] |
| Sara Curtis Emma Virginia Menicucci, Sofia Morini Chiara Tarantino                               | 4 x 100 m stylem dowolnym (k)        | 3:36,28    | 8.Q        | —        | —        | 3:36,51   | 8.     | [ 113 ] |
| Giovanni Caserta Carlos D’Ambrosio Alessandro Ragaini Filippo Megli                              | 4 x 200 m stylem dowolnym (m)        | 7:08,63    | 9.         | —        | —        | NQ        | NQ     |         |
| Sofia Morini Emma Virginia Menicucci Matilde Biagiotti Giulia Ramatelli                          | 4 x 200 m stylem dowolnym (k)        | 7:55,29    | 9.         | —        | —        | NQ        | NQ     |         |
| Thomas Ceccon Nicolò Martinenghi Giacomo Carini Alessandro Miressi                               | 4 x 100 m stylem zmiennym (m)        | 3:32,71    | 9          | —        | —        | NQ        | NQ     | [ 114 ] |
| Margherita Panziera Benedetta Pilato Viola Scotto di Carlo Sofia Morini                          | 4 x 100 m stylem zmiennym (k)        | DSQ        | DSQ        | —        | —        | NQ        | NQ     |         |
| Michele Lamberti Nicolò Martinenghi Costanza Cocconcelli Sofia Morini                            | 4 x 100 m stylem zmiennym (mieszana) | 3:45,80    | 11.        | —        | —        | NQ        | NQ     |         |
| Domenico Acerenza                                                                                | 10 km na akwenie otwartym (m)        | —          | —          | —        | —        | 1:51:09,6 | 4.     | [ 115 ] |
| Gregorio Paltrinieri                                                                             | 10 km na akwenie otwartym (m)        | —          | —          | —        | —        | 1:51:58,0 | 9.     | [ 115 ] |
| Giulia Gabbrielleschi                                                                            | 10 km na akwenie otwartym (k)        | —          | —          | —        | —        | 2:04:17,9 | 6.     | [ 116 ] |
| Ginevra Taddeucci                                                                                | 10 km na akwenie otwartym (k)        | —          | —          | —        | —        | 2:03:42,8 | brąz   | [ 116 ] |

### Pływanie synchroniczne
| Zawodnik | Konkurencja | Układ techniczny | Układ techniczny | Układ dowolny | Układ dowolny | Układ akrobatyczny | Układ akrobatyczny | Rezultat | Miejsce | Źródło  |
| Zawodnik | Konkurencja | Wynik            | Miejsce          | Wynik         | Miejsce       | Wynik              | Miejsce            | Rezultat | Miejsce | Źródło  |
| --- | ----------- | ---------------- | ---------------- | ------------- | ------------- | ------------------ | ------------------ | -------- | ------- | ------- |
| Linda Cerruti Lucrezia Ruggiero                                                                                                  | duety       | DNS              | DNS              | DNS           | DNS           | —                  | —                  | DNS      | DNS     | [ 117 ] |
| Linda Cerruti Marta Iacoacci Sofia Mastroianni Enrica Piccoli Lucrezia Ruggiero Isotta Sportelli Giulia Vernice Francesca Zunino | drużyny     | 277.8304         | 5                | 326.1500      | 7             | 277.8304           | 8                  | 845.9670 | 8       |         |

### Podnoszenie ciężarów
| Zawodnik           | Konkurencja | Rwanie | Rwanie  | Podrzut | Podrzut | Razem | Pozycja | Źródło  |
| Zawodnik           | Konkurencja | Wynik  | Pozycja | Wynik   | Pozycja | Razem | Pozycja | Źródło  |
| ------------------ | ----------- | ------ | ------- | ------- | ------- | ----- | ------- | ------- |
| Sergio Massidda    | -61 kg (m)  | 132    | DNF     | DNF     | DNF     | DNF   | DNF     | [ 118 ] |
| Antonino Pizzolato | -89 kg (m)  | 172    | 4.      | 212     | 2.      | 384   | brąz    | [ 119 ] |
| Lucrezia Magistris | -59 kg (k)  | 96     | 10      | 112     | 11      | 208   | 11.     | [ 120 ] |

### Siatkówka

#### halowa
| Zespół                  | Konkurencja        | Faza grupowa     | Faza grupowa     | Faza grupowa     | Faza grupowa | Ćwierćfinał      | Półfinał         | Finał/BM         | Finał/BM | Źródło  |
| Zespół                  | Konkurencja        | Przeciwnik Wynik | Przeciwnik Wynik | Przeciwnik Wynik | Pozycja      | Przeciwnik Wynik | Przeciwnik Wynik | Przeciwnik Wynik | Pozycja  | Źródło  |
| ----------------------- | ------------------ | ---------------- | ---------------- | ---------------- | ------------ | ---------------- | ---------------- | ---------------- | -------- | ------- |
| Reprezentacja Włoch (m) | turniej halowy(m)  | W 3–1            | W 3–0            | W 3–1            | 1.           | W 3–2            | P 0-3            | P 0-3            | 4.       |         |
| Reprezentacja Włoch (k) | turniej halowy (k) | W 3–1            | W 3–0            | W 3–0            | 1.           | W 3-0            | W 3-0            | W 3-0            | złoto    | [ 121 ] |

#### plażowa
| Zawodnik                           | Konkurencja | Faza grupowa                               | Faza grupowa                            | Faza grupowa                          | Faza grupowa | 1/8 finału                          | Ćwierćfinały     | Półfinały        | Finał            | Finał | Źródło  |
| Zawodnik                           | Konkurencja | Przeciwnik Wynik                           | Przeciwnik Wynik                        | Przeciwnik Wynik                      | Poz.         | Przeciwnik Wynik                    | Przeciwnik Wynik | Przeciwnik Wynik | Przeciwnik Wynik | Poz.  | Źródło  |
| ---------------------------------- | ----------- | ------------------------------------------ | --------------------------------------- | ------------------------------------- | ------------ | ----------------------------------- | ---------------- | ---------------- | ---------------- | ----- | ------- |
| Samuele Cottafava Paolo Nicolai    | turniej (m) | Cherif Younousse / Ahmed Tijan P 0:2       | Mark Nicolaidis / Izac Carracher W 2:0  | David Åhman / Jonatan Hellvig W 2:0   | 2.           | Miles Partain / Andrew Benesh P 0:2 | NQ               | NQ               | NQ               | 9.    | [ 122 ] |
| Alex Ranghieri Adrian Carambula    | turniej (m) | Steven van de Velde / Matthew Immers W 2:1 | Anders Mol / Christian Sørum P 0:2      | Marco Grimalt / Esteban Grimalt P 0:2 | 4.           | NQ                                  | NQ               | NQ               | NQ               | 19.   | [ 122 ] |
| Valentina Gottardi Marta Menegatti | turniej (k) | Liliana Fernández / Paula Soria P 1:2      | Marwa Abdelhady / Doaa Elghobashy W 2:0 | Ana Patrícia / Duda Lisboa P 0:2      | 3.           | Sara Hughes / Kelly Cheng P 1:2     | NQ               | NQ               | NQ               | 9.    |         |

### Skateboarding
| Zawodnik           | Konkurencja | Kwalifikacje | Kwalifikacje | Finał  | Finał   | Źródło          |
| Zawodnik           | Konkurencja | Punkty       | Pozycja      | Punkty | Pozycja | Źródło          |
| ------------------ | ----------- | ------------ | ------------ | ------ | ------- | --------------- |
| Alex Sorgente      | park (m)    | 91,14        | 3.           | 84,26  | 6.      | [ 123 ] [ 124 ] |
| Alessandro Mazzara | park (m)    | 83,17        | 11           | NQ     | NQ      | [ 123 ] [ 124 ] |

### Skoki do wody
| Zawodnik                         | Konkurencja                       | Eliminacje | Eliminacje | Półfinał | Półfinał | Finał  | Finał   | Źródło  |
| Zawodnik                         | Konkurencja                       | Wynik      | Pozycja    | Wynik    | Pozycja  | Wynik  | Pozycja | Źródło  |
| -------------------------------- | --------------------------------- | ---------- | ---------- | -------- | -------- | ------ | ------- | ------- |
| Lorenzo Marsaglia                | trampolina 3 m indywidualnie (m)  | 405,05     | 7.Q        | 354,05   | 18.      | NQ     | NQ      | [ 125 ] |
| Giovanni Tocci                   | trampolina 3 m indywidualnie (m)  | 346,85     | 22.        | NQ       | NQ       | NQ     | NQ      | [ 125 ] |
| Elena Bertocchi                  | trampolina 3 m indywidualnie (k)  | 282,30     | 14.Q       | 245,10   | 17.      | NQ     | NQ      | [ 126 ] |
| Chiara Pellacani                 | trampolina 3 m indywidualnie (k)  | 297,70     | 7.Q        | 324,75   | 3.Q      | 309,60 | 4.      | [ 126 ] |
| Lorenzo Marsaglia Giovanni Tocci | trampolina 3 m synchronicznie (m) | NQ         | NQ         | NQ       | NQ       | 403,5  | 4.      | [ 127 ] |
| Elena Bertocchi Giovanni Tocci   | trampolina 3 m synchronicznie (k) | NQ         | NQ         | NQ       | NQ       | 293,52 | 4.      | [ 128 ] |
| Andreas Sargent Larsen           | wieża 10 m indywidualnie (m)      | 369,50     | 16.Q       | 394,15   | 15.      | NQ     | NQ      |         |
| Riccardo Giovannini              | wieża 10 m indywidualnie (m)      | 387,65     | 15.Q       | 400,65   | 13.      | NQ     | NQ      |         |
| Sarah Jodoin Di Maria            | wieża 10 m indywidualnie (k)      | 286,10     | 11.Q       | 294,85   | 10.Q     | 301,75 | 10.     |         |
| Maia Biginelli                   | wieża 10 m indywidualnie (k)      | 277,00     | 18.Q       | 240,80   | 18.      | NQ     | NQ      |         |

### Surfing
| Zawodnik            | Konkurencja | Runda 1 | Runda 1 | Runda 2                     | Runda 3          | Ćwierćfinał      | Półfinał         | Finał/BM         | Źródło  |
| Zawodnik            | Konkurencja | Wynik   | Pozycja | Przeciwnik Wynik            | Przeciwnik Wynik | Przeciwnik Wynik | Przeciwnik Wynik | Przeciwnik Wynik | Źródło  |
| ------------------- | ----------- | ------- | ------- | --------------------------- | ---------------- | ---------------- | ---------------- | ---------------- | ------- |
| Leonardo Fioravanti | mężczyźni   | 8,87    | 2.q     | Kanoa Igarashi P 13,87-7,00 | NQ               | NQ               | NQ               | NQ               | [ 129 ] |

### Strzelectwo
| Zawodnik                             | Konkurencja                                   | Kwalifikacje | Kwalifikacje | Finał | Finał   | Źródło  |
| Zawodnik                             | Konkurencja                                   | Wynik        | Pozycja      | Wynik | Pozycja | Źródło  |
| ------------------------------------ | --------------------------------------------- | ------------ | ------------ | ----- | ------- | ------- |
| Edoardo Bonazzi                      | karabin pneumatyczny 10 m (m)                 | 629,8        | 10.          | NQ    | NQ      |         |
| Edoardo Bonazzi                      | karabin małokalibrowy, trzy postawy, 50 m (m) | 588-38x      | 14.          | NQ    | NQ      |         |
| Danilo Sollazzo                      | karabin pneumatyczny 10 m (m)                 | 631,4        | 3.Q          | 187,4 | 5.      |         |
| Danilo Sollazzo                      | karabin małokalibrowy, trzy postawy, 50 m (m) | 587-37x      | 19.          | NQ    | NQ      |         |
| Barbara Gambaro                      | karabin pneumatyczny 10 m (k)                 | 626,8        | 24.          | NQ    | NQ      |         |
| Barbara Gambaro                      | karabin małokalibrowy, trzy postawy, 50 m (k) | 580-26x      | 23.          | NQ    | NQ      |         |
| Paolo Monna                          | pistolet pneumatyczny 10 m (m)                | 579-18x      | 5.Q          | 218,6 | brąz    | [ 130 ] |
| Federico Nilo Maldini                | pistolet pneumatyczny 10 m (m)                | 581-16x      | 2.Q          | 240,0 | srebro  | [ 130 ] |
| Riccardo Mazzetti                    | pistolet szybkostszelny 25 m (m)              | 583          | 12.          | NQ    | NQ      | [ 131 ] |
| Massimo Spinella                     | pistolet szybkostszelny 25 m (m)              | 586          | 5.Q          | 10    | 6.      | [ 131 ] |
| Barbara Gambaro Danilo Sollazzo      | karabin pneumatyczny 10 m (mikst)             | 625,4        | 17.          | NQ    | NQ      |         |
| Mauro De Filippis                    | trap (m)                                      | 121          | 13.          | NQ    | NQ      | [ 132 ] |
| Giovanni Pellielo                    | trap (m)                                      | 121          | 16.          | NQ    | NQ      | [ 132 ] |
| Silvana Stanco                       | trap (k)                                      | 122          | 4.Q          | 40    | srebro  | [ 133 ] |
| Jessica Rossi                        | trap (k)                                      | 120          | 9.           | NQ    | NQ      | [ 133 ] |
| Tammaro Cassandro                    | sket (m)                                      | 124          | 2.Q          | 36    | 4.      |         |
| Gabriele Rossetti                    | sket (m)                                      | 122          | 7.           | NQ    | NQ      |         |
| Diana Bacosi                         | skeet (k)                                     | 117          | 15.          | NQ    | NQ      |         |
| Martina Bartolomei                   | skeet (k)                                     | 117          | 16.          | NQ    | NQ      |         |
| Gabriele Rossetti Diana Bacosi       | skeet (mikst}                                 | 149          | 1.Q          | 45    | złoto   |         |
| Tammaro Cassandro Martina Bartolomei | skeet (mikst}                                 | 144          | 5.           | NQ    | NQ      |         |

### Szermierka
| Zawodnik                                                             | Konkurencja              | 1/32 finału               | 1/16 finału                  | Ćwierćfinały                  | Półfinał                                    | Finał                                         | Pozycja | Źródło  |
| Zawodnik                                                             | Konkurencja              | Przeciwnik Wynik          | Przeciwnik Wynik             | Przeciwnik Wynik              | Przeciwnik Wynik                            | Przeciwnik Wynik                              | Pozycja | Źródło  |
| -------------------------------------------------------------------- | ------------------------ | ------------------------- | ---------------------------- | ----------------------------- | ------------------------------------------- | --------------------------------------------- | ------- | ------- |
| Davide Di Veroli                                                     | szpada indywidualnie (m) | Martin Rubeš W 14-10      | Masaru Yamada P 11-15        | NQ                            | NQ                                          | NQ                                            | NQ      | [ 134 ] |
| Andrea Santarelli                                                    | szpada indywidualnie (m) | Yuval Freilich W 15-13    | [Mohamed El-Sayed P 10-15    | NQ                            | NQ                                          | NQ                                            | NQ      | [ 134 ] |
| Federico Vismara                                                     | szpada indywidualnie (m) | Tristan Tulen W 15-11     | Elmir Alimzhanov W 14-13     | Tibor Andrásf P 14-13         | NQ                                          | NQ                                            | NQ      | [ 134 ] |
| Rossella Fiamingo                                                    | szpada indywidualnie (k) | Anne Cebula P 14-15       | NQ                           | NQ                            | NQ                                          | NQ                                            | NQ      | [ 135 ] |
| Giulia Rizzi                                                         | szpada indywidualnie (k) | Alicja Klasik P 11-12     | NQ                           | NQ                            | NQ                                          | NQ                                            | NQ      | [ 135 ] |
| Alberta Santuccio                                                    | szpada indywidualnie (k) | Kiria Tikanah W 15-10     | Coraline Vitalis W 15-12     | Nelli Differt P 9-10          | NQ                                          | NQ                                            | NQ      | [ 135 ] |
| Davide Di Veroli Andrea Santarelli Federico Vismara Gabriele Cimini* | szpada drużynowo (m)     | —                         | —                            | Reprezentacja Czech P 38-43   | pozycja 5-8 Reprezentacja Wenezueli W 45-34 | pozycja 5-6 Reprezentacja Kazachstanu W 45-36 | 5.      | [ 136 ] |
| Rossella Fiamingo Giulia Rizzi Alberta Santuccio Mara Navarria*      | szpada drużynowo (k)     | —                         | —                            | Reprezentacja Egiptu W 39-26  | Reprezentacja Chin W 45-24                  | Reprezentacja Francji W 30-29                 | złoto   | [ 137 ] |
| Guillaume Bianchi                                                    | floret indywidualnie (m) | Van Haaster W 15-4        | Alexander Choupenitch W 15-5 | Nick Itkin P 14-15            | NQ                                          | NQ                                            | NQ      | [ 138 ] |
| Filippo Macchi                                                       | floret indywidualnie (m) | Xu Jie W 15-10            | Kyosuke MatsuyamaXu W 15-10  | Mohamed Hamza W 15-19         | Nick Itkin W 15-11                          | Cheung Ka Long P 14-15                        | srebro  | [ 138 ] |
| Tommaso Marini                                                       | floret indywidualnie (m) | Blake Broszus W 15-19     | Maxime Pauty P 14-15         | NQ                            | NQ                                          | NQ                                            | NQ      | [ 138 ] |
| Arianna Errigo                                                       | floret indywidualnie (k) | Samantha Catantan W 15-11 | Eva Lacheray W 15-6          | Lauren Scruggs P 14-15        | NQ                                          | NQ                                            | NQ      | [ 139 ] |
| Martina Favaretto                                                    | floret indywidualnie (k) | Sara Amr Hossny W 15-5    | Pauline Ranvier W 15-9       | Eleanor Harvey P 14-15        | NQ                                          | NQ                                            | NQ      | [ 139 ] |
| Alice Volpi                                                          | floret indywidualnie (k) | Hanna Łyczbińska W 15-11  | Mălina Călugăreanu W 15-9    | Anne Sauer W 15-12            | Lee Kiefer P 10-15                          | Eleanor Harvey P 12-15                        | 4.      | [ 139 ] |
| Guillaume Bianchi Filippo Macchi Tommaso Marini Alessio Foconi*      | floret drużynowo (m)     | —                         | —                            | Reprezentacja Polski W 45-39  | Reprezentacja USA W 45-38                   | Reprezentacja Japonii P 36-45                 | srebro  | [ 140 ] |
| Arianna Errigo Martina Favaretto Alice Volpi Francesca Palumbo*      | floret drużynowo (k)     | —                         | —                            | Reprezentacja Egiptu W 45-14  | Reprezentacja Japonii W 45-39               | Reprezentacja USA P 45-39                     | srebro  | [ 141 ] |
| Luca Curatoli                                                        | szabla indywidualnie (m) | Enver Yıldırım W 15-10    | Luigi Samele P 12-15         | NQ                            | NQ                                          | NQ                                            | NQ      | [ 142 ] |
| Michele Gallo                                                        | szabla indywidualnie (m) | Shen Chenpeng P 6-15      | NQ                           | NQ                            | NQ                                          | NQ                                            | NQ      | [ 142 ] |
| Luigi Samele                                                         | szabla indywidualnie (m) | Shaul Gordon W 15-10      | Luca Curatoli W 15-12        | Mohamed Amer W 15-13          | Oh Sang-uk P 5-15                           | Ziad El-Sissy W 15-12                         | brąz    | [ 142 ] |
| Michela Battiston                                                    | szabla indywidualnie (k) | Liza Pusztai P 12-15      | NQ                           | NQ                            | NQ                                          | NQ                                            | NQ      | [ 143 ] |
| Martina Criscio                                                      | szabla indywidualnie (k) | Luca Szűcs P 10-15        | NQ                           | NQ                            | NQ                                          | NQ                                            | NQ      | [ 143 ] |
| Chiara Mormile                                                       | szabla indywidualnie (k) | Cécilia Berder P 10-15    | NQ                           | NQ                            | NQ                                          | NQ                                            | NQ      | [ 143 ] |
| Luca Curatoli Michele Gallo Luigi Samele Pietro Torre*               | szabla drużynowo (m)     | —                         | —                            | Reprezentacja Węgier P 38-45  | pozycja 5-8 Reprezentacja USA W 45-40       | pozycja 5-6 Reprezentacja Egiptu W 45-38      | 5.      | [ 144 ] |
| Michela Battiston Martina Criscio Chiara Mormile Irene Vecchi*       | szabla drużynowo (k)     | —                         | —                            | Reprezentacja Ukrainy P 37-45 | pozycja 5-8 Reprezentacja Węgier P 35-45    | pozycja 7-8 Reprezentacja Algierii W 45-27    | 7.      | [ 145 ] |

### Taekwondo
| Zawodnik                  | Konkurencja | 1/16 finału                | 1/8 finału               | Ćwierćfinały           | Repasaż                 | Finał               | Pozycja | Źródło  |
| Zawodnik                  | Konkurencja | Przeciwnik Wynik           | Przeciwnik Wynik         | Przeciwnik Wynik       | Przeciwnik Wynik        | Przeciwnik Wynik    | Pozycja | Źródło  |
| ------------------------- | ----------- | -------------------------- | ------------------------ | ---------------------- | ----------------------- | ------------------- | ------- | ------- |
| Vito Dell'Aquila          | - 58 kg (m) | Samirchon Ababakirow W 2-1 | Omar Salim W 2-0         | Gashim Magomedov P 0-2 | —                       | Cyrian Ravet P w/o  | 5.      | [ 146 ] |
| Simone Alessio            | - 80 kg (m) | Batyrkhan Toleugali W 2-0  | Mehran Barkhordari P 1-2 | —                      | Jasurbek Jaysunov W 2-0 | Carl Nickolas W 2-0 | brąz    |         |
| Ilenia Elisabetta Matonti | - 49 kg (k) | Merve Dinçel P 0-2         | NQ                       | NQ                     | NQ                      | NQ                  |         | [ 147 ] |

### Tenis stołowy
| Zawodnik         | Konkurencja        | Eliminacje        | 1/32 finału      | 1/16 finału      | 1/8 finału       | Ćwierćfinały     | Półfinały        | Finał            | Finał   | Źródło  |
| Zawodnik         | Konkurencja        | Przeciwnik Wynik  | Przeciwnik Wynik | Przeciwnik Wynik | Przeciwnik Wynik | Przeciwnik Wynik | Przeciwnik Wynik | Przeciwnik Wynik | Pozycja | Źródło  |
| ---------------- | ------------------ | ----------------- | ---------------- | ---------------- | ---------------- | ---------------- | ---------------- | ---------------- | ------- | ------- |
| Giorgia Piccolin | gra pojedyńcza (k) | Miu Hirano P 0-4  | NQ               | NQ               | NQ               | NQ               | NQ               | NQ               | NQ      | [ 148 ] |
| Debora Vivarelli | gra pojedyńcza (k) | Hina Hayata P 0-4 | NQ               | NQ               | NQ               | NQ               | NQ               | NQ               | NQ      | [ 148 ] |

### Tenis ziemny
| Zawodnik                               | Konkurencja      | Eliminacje                   | 1/32 finału                                               | 1/16 finału                                | Ćwierćfinały                                    | Półfinały                                | Finał/Mecz o 3. miejsce                      | Pozycja | Źródło  |
| Zawodnik                               | Konkurencja      | Przeciwnik Wynik             | Przeciwnik Wynik                                          | Przeciwnik Wynik                           | Przeciwnik Wynik                                | Przeciwnik Wynik                         | Przeciwnik Wynik                             | Pozycja | Źródło  |
| -------------------------------------- | ---------------- | ---------------------------- | --------------------------------------------------------- | ------------------------------------------ | ----------------------------------------------- | ---------------------------------------- | -------------------------------------------- | ------- | ------- |
| Matteo Arnaldi                         | singel (m)       | Arthur Fils W 6-4 7-6 (9–7)  | Dominik Koepfer P 6-3 2-6 1-6                             | NQ                                         | NQ                                              | NQ                                       | NQ                                           | NQ      | [ 149 ] |
| Luciano Darderi                        | singel (m)       | Tommy Paul P 3-6 4-6         | NQ                                                        | NQ                                         | NQ                                              | NQ                                       | NQ                                           | NQ      | [ 149 ] |
| Lorenzo Musetti                        | singel (m)       | Gaël Monfils W 6-1 6-4       | Mariano Navone W 7-6(7–2) 6-3                             | Taylor Fritz W 6-4 7-5                     | Alexander Zverev W 7-5 7-5                      | Novak Djokovic P 4-6 2-6                 | Félix Auger-Aliassime W 6-4 1-6 6-3          | brąz    | [ 149 ] |
| Andrea Vavassori                       | singel (m)       | Pedro Martínez W 6-4 4-6 6-4 | Casper Ruud P 6-4 4-6 3-6                                 | NQ                                         | NQ                                              | NQ                                       | NQ                                           | NQ      | [ 149 ] |
| Lucia Bronzetti                        | singel (k)       | Donna Vekić P 2-6 5-7        | NQ                                                        | NQ                                         | NQ                                              | NQ                                       | NQ                                           | NQ      | [ 150 ] |
| Elisabetta Cocciaretto                 | singel (k)       | Diana Shnaider P 2-6 5-7     | NQ                                                        | NQ                                         | NQ                                              | NQ                                       | NQ                                           | NQ      | [ 150 ] |
| Sara Errani                            | singel (k)       | Zheng Qinwen P 0-6 0-6       | NQ                                                        | NQ                                         | NQ                                              | NQ                                       | NQ                                           | NQ      | [ 150 ] |
| Jasmine Paolini                        | singel (k)       | Ana Bogdan W 7-5 6-3         | Magda Linette W 6-4 6-1                                   | Anna Karolína Schmiedlová P 5-7 6-3 5-7    | NQ                                              | NQ                                       | NQ                                           | NQ      | [ 150 ] |
| Luciano Darderi Lorenzo Musetti        | gra podwójna (m) | —                            | Nicolás Jarry Alejandro Tabilo P 3-6 7-6(7–5) 5-10        | NQ                                         | NQ                                              | NQ                                       | NQ                                           | NQ      |         |
| Simone Bolelli Andrea Vavassori        | gra podwójna (m) | —                            | Pablo Carreño Busta Marcel Granollers P 6-2 6-7(5–7) 7-10 | NQ                                         | NQ                                              | NQ                                       | NQ                                           | NQ      |         |
| Sara Errani Jasmine Paolini            | gra podwójna (k) | —                            | Erin Routliffe Lulu Sun W 6-2 6-3                         | Caroline Garcia Diane Parry W 5-7 6-3 10-8 | Katie Boulter Heather Watson W 6-3 6-1          | Karolína Muchová Linda Nosková W 6-3 6-2 | Mirra Andreeva Diana Shnaider W 2-6 6-1 10-7 | złoto   |         |
| Lucia Bronzetti Elisabetta Cocciaretto | gra podwójna (k) | —                            | Cristina Bucșa Sara Sorribes Tormo P 1-6 2-6              | NQ                                         | NQ                                              | NQ                                       | NQ                                           | NQ      |         |
| Andrea Vavassori Sara Errani           | gra mieszana     | —                            | —                                                         | Mirra Andreeva Daniil Medvedev W 6-3 6-2   | Demi Schuurs Wesley Koolhof P 7-6(7–4) 3-6 9-11 | NQ                                       | NQ                                           | NQ      |         |

### Triathlon

#### Indywidualnie
| Zawodnik           | Konkurencja | Pływanie | Zmiana 1 | Jazda na rowerze | Zmiana 2 | Bieg  | Czas     | Pozycja | Źródło  |
| ------------------ | ----------- | -------- | -------- | ---------------- | -------- | ----- | -------- | ------- | ------- |
| Alice Betto        | kobiety     | 23,41    | 00,56    | 58,11            | 00,28    | 30:40 | 01:57,56 | 16.     | [ 151 ] |
| Bianca Seregni     | kobiety     | 22,14    | 0,59     | 59,17            | 0,31     | 35,50 | 1:59,11  | 22.     | [ 151 ] |
| Verena Steinhauser | kobiety     | 24,51    | 0,56     | 1:00,28          | 0,29     | 35,51 | 2:02,35  | 39.     | [ 151 ] |
| Alessio Crociani   | mężczyźni   | 20,10    | 0,49     | 52,32            | 0,24     | 34,24 | 1:48,19  | 30.     | [ 152 ] |
| Gianluca Pozzatti  | mężczyźni   | 20,31    | 0,51     | 52,01            | 0,27     | 30,51 | 1:44,41  | 14.     | [ 152 ] |

#### Sztafeta mieszana
| Zawodnik           | Konkurencja       | Pływanie (300 m) | Zmiana 1 | Jazda na rowerze (7 km) | Zmiana 2 | Bieg (2 km) | Czas  | Łącznie | Pozycja | Źródło  |
| ------------------ | ----------------- | ---------------- | -------- | ----------------------- | -------- | ----------- | ----- | ------- | ------- | ------- |
| Gianluca Pozzatti  | sztafeta mieszana | 4,12             | 1,04     | 9,37                    | 0,23     | 4,55        | 20,11 | 1:27,11 | 6.      | [ 153 ] |
| Alice Betto        | sztafeta mieszana | 4,58             | 1,08     | 10,40                   | 0,27     | 5,47        | 23,00 | 1:27,11 | 6.      | [ 153 ] |
| Alessio Crociani   | sztafeta mieszana | 4,14             | 1,04     | 9,32                    | 0,24     | 5,02        | 20,16 | 1:27,11 | 6.      | [ 153 ] |
| Verena Steinhauser | sztafeta mieszana | 5,25             | 1,12     | 10,41                   | 0,29     | 5,57        | 23,44 | 1:27,11 | 6.      | [ 153 ] |

### Wioślarstwo
| Zawodnik | Konkurencja                      | Eliminacje | Eliminacje | Repasaże | Repasaże | Półfinał | Półfinał | Finał   | Finał   | Źródło  |
| Zawodnik | Konkurencja                      | Wynik      | Pozycja    | Wynik    | Pozycja  | Wynik    | Pozycja  | Wynik   | Pozycja | Źródło  |
| --- | -------------------------------- | ---------- | ---------- | -------- | -------- | -------- | -------- | ------- | ------- | ------- |
| Nicolò Carucci Matteo Sartori | dwójka podwójna (m)              | 6:48,77    | 4.R        | 6:43,83  | 4.       | NQ       | NQ       | NQ      | NQ      | [ 154 ] |
| Stefania Gobbi Clara Guerra | dwójka podwójna (k)              | 7:15,51    | 5.R        | 7:10,41  | 3.SA/B   | 6:58,08  | 6.B      | 6:58,87 | 11.     |         |
| Stefano Oppo Gabriel Soares | dwójka podwójna wagi lekkiej (m) | 6:29,17    | 1.SA/B     | —        | —        | 6:22,85  | 1.FA     | 6:13,33 | srebro  |         |
| Davide Comini Giovanni Codato | dwójka bez sternika (m)          | 6:50,25    | 4.R        | 6:50,31  | 2.SA/B   | 6:45,86  | 5.FB     | 6:28,62 | 12.     | [ 155 ] |
| Giacomo Gentili Luca Chiumento Andrea Panizza Luca Rambaldi | czwórka podwójna (m)             | 5:43,31    | 1.FA       | —        | —        | —        | —        | 5:44,40 | srebro  | [ 156 ] |
| Nicholas Kohl Giuseppe Vicino Matteo Lodo Giovanni Abagnale | czwórka bez sternika (m)         | 6:14,65    | 5.R        | 5:52,63  | 1.FA     | —        | —        | 5:55,07 | 4.      | [ 157 ] |
| Vincenzo Abbagnale Matteo Della Valle Gennaro Di Mauro Jacopo Frigerio Emanuele Gaetani Liseo Salvatore Monfrecola Leonardo Pietra Caprina Davide Verità Alessandra Faella (sternik) | ósemka (m)                       | 5:52,52    | 3.R        | 5:36,31  | 5.       | —        | —        | —       | —       | [ 158 ] |
| Veronica Bumbaca Alice Codat] Linda De Filippis Alice Gnatta Elisa Mondelli Giorgia Pelacchi Aisha Rocek Silvia Terrazzi Emanuele Capponi (sternik)                                  | ósemka (k)                       | 6:28,47    | 3.R        | 6:09,65  | 4.FA     | —        | —        | 6:07,51 | 6.      |         |

### Wspinaczka sportowa
Wspinaczka łączna
| Zawodnik       | Konkurencja           | Eliminacje | Eliminacje | Eliminacje  | Eliminacje  | Eliminacje | Eliminacje | Finał      | Finał      | Finał       | Finał       | Finał | Finał   | Źródło  |
| Zawodnik       | Konkurencja           | Bouldering | Bouldering | Prowadzenie | Prowadzenie | Razem      | Pozycja    | Bouldering | Bouldering | Prowadzenie | Prowadzenie | Razem | Pozycja | Źródło  |
| Zawodnik       | Konkurencja           | Wynik      | Pozycja    | Wynik       | Pozycja     | Razem      | Pozycja    | Wynik      | Pozycja    | Wynik       | Pozycja     | Razem | Pozycja | Źródło  |
| -------------- | --------------------- | ---------- | ---------- | ----------- | ----------- | ---------- | ---------- | ---------- | ---------- | ----------- | ----------- | ----- | ------- | ------- |
| Camilla Moroni | wspinaczka łączna (k) | 64,0       | 8.         | 36,1        | 19.         | 100,1      | 12.        | NQ         | NQ         | NQ          | NQ          | NQ    | NQ      | [ 159 ] |
| Laura Rogora   | wspinaczka łączna (k) | 13,2       | 18.        | 57,1        | 5.          | 70,3       | 18.        | NQ         | NQ         | NQ          | NQ          | NQ    | NQ      | [ 159 ] |

Wspinaczka na czas
| Zawodnik       | Konkurencja            | Eliminacje | Eliminacje | 1/8 finału              | Ćwierćfinał           | Półfinał        | Finał / 3. miejsce | Finał / 3. miejsce | Źródło  |
| Zawodnik       | Konkurencja            | Czas       | Miejsce    | Przeciwnik Czas         | Przeciwnik Czas       | Przeciwnik Czas | Przeciwnik Czas    | Pozycja            | Źródło  |
| -------------- | ---------------------- | ---------- | ---------- | ----------------------- | --------------------- | --------------- | ------------------ | ------------------ | ------- |
| Matteo Zurloni | wspinaczka na czas (m) | 4,94,4     | 4.         | Long Jinbao W 5,06-5,18 | Wu Peng P 4,995-4,997 | NQ              | NQ                 | NQ                 | [ 160 ] |
| Beatrice Colli | wspinaczka na czas (k) | 8,18       | 11.        | Zhou Yafei P 6,84-6,55  | NQ                    | NQ              | NQ                 | NQ                 | [ 161 ] |

### Zapasy
| Zawodnik        | Konkurencja           | 1/8 finału                   | Ćwierćfinał      | Półfinał         | Repasaż          | Finał/ Pojedynek o 3. miejsce | Finał/ Pojedynek o 3. miejsce | Źródło  |
| Zawodnik        | Konkurencja           | Przeciwnik Wynik             | Przeciwnik Wynik | Przeciwnik Wynik | Przeciwnik Wynik | Przeciwnik Wynik              | Pozycja                       | Źródło  |
| --------------- | --------------------- | ---------------------------- | ---------------- | ---------------- | ---------------- | ----------------------------- | ----------------------------- | ------- |
| Frank Chamizo   | -74 kg st. wolny (m)  | Younes Emami P 4-9           | NQ               | NQ               | NQ               | NQ                            | NQ                            | [ 162 ] |
| Emanuela Liuzzi | - 50 kg st. wolny (k) | Dolgorjavyn Otgonjargal P WO | NQ               | NQ               | NQ               | NQ                            | NQ                            | [ 163 ] |
| Aurora Russo    | - 57 kg st. wolny (k) | Luisa Valverde P 0-6         | NQ               | NQ               | NQ               | NQ                            | NQ                            | [ 164 ] |

### Żeglarstwo
Konkurencje eliminacyjne
| Zawodnik       | Konkurencja | Wyścig | Wyścig | Wyścig | Wyścig | Wyścig | Wyścig | Wyścig | Wyścig | Wyścig | Wyścig | Wyścig | Wyścig | Wyścig | Wyścig    | Wyścig    | Wyścig    | Wyścig    | Wyścig    | Wyścig    | Wyścig    | Wyścig | Wyścig | Wyścig  | Wyścig      | Wyścig   | Wyścig | Pozycja | Źródło  |
| Zawodnik       | Konkurencja | 1      | 2      | 3      | 4      | 5      | 6      | 7      | 8      | 9      | 10     | 11     | 12     | 13     | 14        | 15        | 16        | 17        | 18        | 19        | 20        | Razem  | Punkty | Pozycja | Ćwierćfinał | Półfinał | Finał  | Pozycja | Źródło  |
| -------------- | ----------- | ------ | ------ | ------ | ------ | ------ | ------ | ------ | ------ | ------ | ------ | ------ | ------ | ------ | --------- | --------- | --------- | --------- | --------- | --------- | --------- | ------ | ------ | ------- | ----------- | -------- | ------ | ------- | ------- |
| Nicolò Renna   | iQFoil (m)  | 2      | 15     | 25     | 4      | 2      | 5      | 25     | 12     | 12     | 7      | 1      | 9      | 4      | Anulowane | Anulowane | Anulowane | Anulowane | Anulowane | Anulowane | Anulowane | 123    | 73     | 6.Q     | 3.          | NQ       | NQ     | 6.      | [ 165 ] |
| Marta Maggetti | iQFoil (k)  | 5      | 3      | 4      | 20     | 11     | 4      | 3      | 8      | 4      | 4      | 4      | 15     | 11     | 9         | Anulowane | Anulowane | Anulowane | Anulowane | Anulowane | Anulowane | 105    | 70     | 3.Q     | —           | 2        | 1      | złoto   | [ 166 ] |

| Zawodnik         | Konkurencja | Wyścig | Wyścig | Wyścig | Wyścig | Wyścig | Wyścig | Wyścig    | Wyścig    | Wyścig    | Wyścig    | Wyścig    | Wyścig    | Wyścig    | Wyścig    | Wyścig    | Wyścig    | Wyścig | Wyścig | Wyścig | Wyścig | Wyścig | Wyścig | Wyścig | Wyścig | Wyścig | Wyścig | Wyścig | Wyścig | Wyścig | Wyścig | Pozycja | Źródło |
| Zawodnik         | Konkurencja | 1      | 2      | 3      | 4      | 5      | 6      | 7         | 8         | 9         | 10        | 11        | 12        | 13        | 14        | 15        | 16        | Razem  | Punkty | SF1    | SF2    | SF3    | SF4    | SF5    | SF6    | F1     | F2     | F3     | F4     | F5     | F6     | Pozycja | Źródło |
| ---------------- | ----------- | ------ | ------ | ------ | ------ | ------ | ------ | --------- | --------- | --------- | --------- | --------- | --------- | --------- | --------- | --------- | --------- | ------ | ------ | ------ | ------ | ------ | ------ | ------ | ------ | ------ | ------ | ------ | ------ | ------ | ------ | ------- | ------ |
| Riccardo Pianosi | Kite (m)    | 10     | 6      | 8      | 14     | 1      | 4      | 1         | Anulowane | Anulowane | Anulowane | Anulowane | Anulowane | Anulowane | Anulowane | Anulowane | Anulowane | 44     | 20     | 2.     | 1.     | —      | —      | —      | —      | 3.     | 4.     | 2.     | —      | —      | —      | 4.      |        |
| Maggie Pescetto  | Kite (k)    | 5      | 21     | 3      | 10     | 14     | 4      | Anulowane | Anulowane | Anulowane | Anulowane | Anulowane | Anulowane | Anulowane | Anulowane | Anulowane | Anulowane | 57     | 36     | 4.     | NQ     | NQ     | NQ     | NQ     | NQ     | NQ     | NQ     | NQ     | NQ     | NQ     | NQ     | 10.     |        |

Konkurencje z wyścigiem medalowym
| Zawodnik                      | Konkurencja       | Wyścig | Wyścig | Wyścig | Wyścig | Wyścig | Wyścig | Wyścig | Wyścig | Wyścig    | Wyścig    | Wyścig | Wyścig | Wyścig    | Punkty | Finałowa pozycja | Źródło  |
| Zawodnik                      | Konkurencja       | 1      | 2      | 3      | 4      | 5      | 6      | 7      | 8      | 9         | 10        | 11     | 12     | Meda lowy | Punkty | Finałowa pozycja | Źródło  |
| ----------------------------- | ----------------- | ------ | ------ | ------ | ------ | ------ | ------ | ------ | ------ | --------- | --------- | ------ | ------ | --------- | ------ | ---------------- | ------- |
| Lorenzo Brando Chiavarini     | ILCA 7 (m)        | 25     | 21     | 4      | 6      | 17     | 27     | 5      | 19     | —         | —         | —      | —      | 14        | 111    | 9.               | [ 167 ] |
| Chiara Benini Floriani        | ILCA 6 (k)        | 3      | 7      | 25     | 10     | 18     | 10     | 11     | 5      | 38        | —         | —      | —      | 2         | 91     | 5.               | [ 168 ] |
| Jana Germani Giorgia Bertuzzi | 49er (k)          | 12     | 9      | 9      | 1      | 3      | 6      | 17     | 17     | 16        | 12        | 3      | 3      | 4         | 95     | 5.               | [ 169 ] |
| Elena Berta Bruno Festo       | 470 mieszane      | 3      | 13     | 12     | 15     | 10     | 20     | 12     | 11     | Anulowane | Anulowane | —      | —      | NQ        | 76     | 15.              | [ 170 ] |
| Ruggero Tita Caterina Banti   | Nacra 17 mieszane | 1      | 1      | 2      | 1      | 1      | 1      | 1      | 6      | 6         | 20        | 5      | 2      | 4         | 31     | złoto            | [ 171 ] |